# Jandarmeria Română

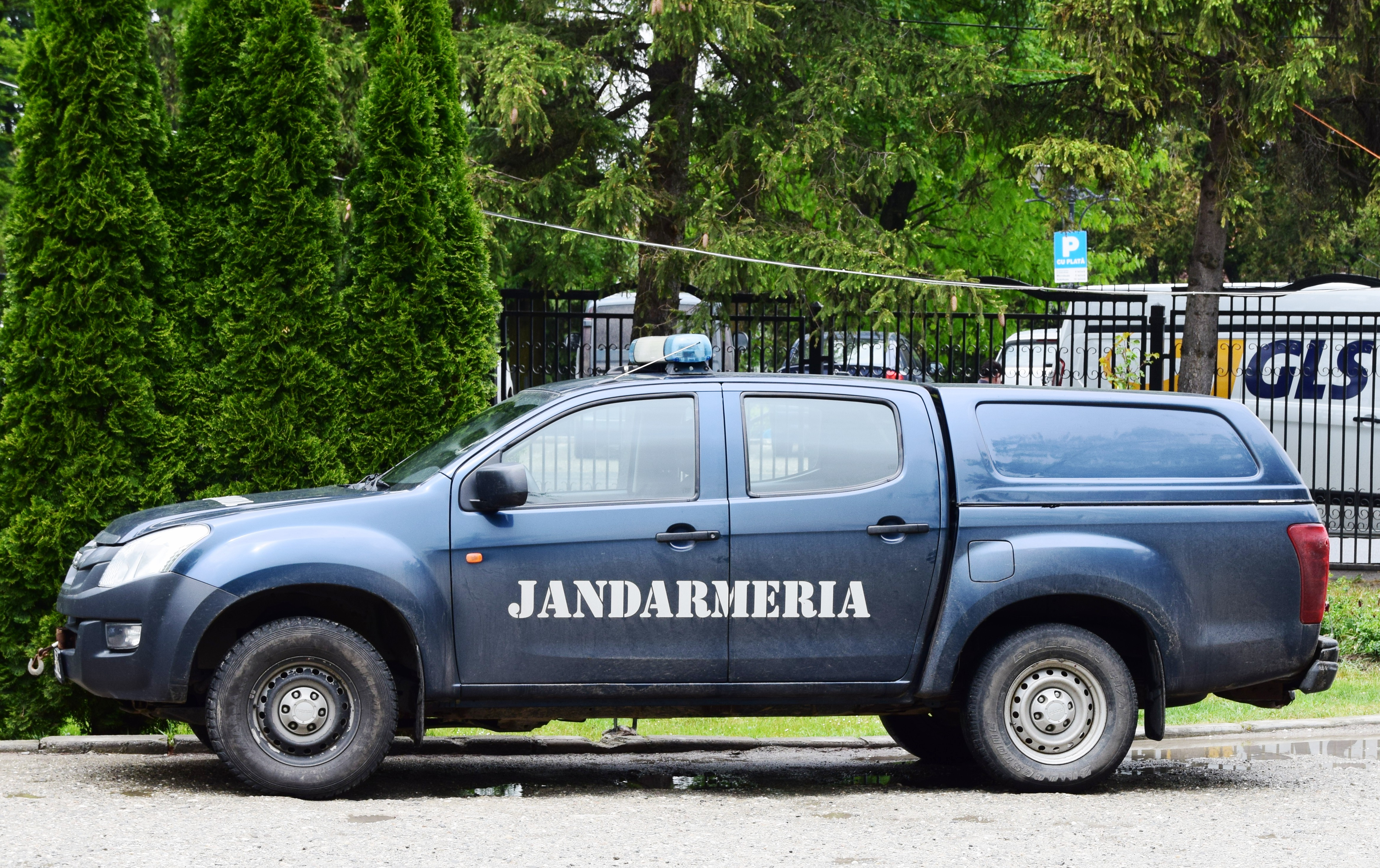
Autovehicul al Jandarmeriei

Jandarmeria Română (Inspectoratul General al Jandarmeriei Române - IGJR) este instituția specializată a statului, cu statut militar, componentă a Ministerului Afacerilor Interne, care exercită, în condițiile legii, atribuțiile ce îi revin cu privire la apărarea ordinii și liniștii publice, a drepturilor și libertăților fundamentale ale cetățenilor, a proprietății publice și private, la prevenirea și descoperirea infracțiunilor și a altor încălcări ale legilor în vigoare, precum și la protecția instituțiilor fundamentale ale statului și combaterea actelor de terorism.
Jandarmeria Română, prin atribuții, organizare, pregătire și dispunere teritorială, contribuie la garantarea suveranității, independenței, autorității, unității și securității statului, democrației constituționale pe întregul teritoriu național atât în timp de pace, cât și în situații de criză.

## Istoric

### Înființarea Jandarmeriei
Ordinea internă, siguranța persoanelor, paza cetăților, paza hotarelor și a bunurilor erau încredințate capilor oștirii. Aceștia se îngrijeau și de organizarea și asigurarea ordinii și liniștii publice cu ajutorul ispravnicilor, pârcălabilor, privighetorii ocoalelor, căpitanilor de orașe și de hotar, polcovnicilor de poteră, portăreilor, armașilor, zapciilor, bănișorilor, aprozilor, etc.. După încheierea războiului ruso-turc (aprilie 1828-septembrie 1829), prin semnarea la 14 septembrie 1829 a Tratatului de pace la Adrianopol, a fost înlăturat monopolul otoman asupra comerțului Principatelor Dunărene și s-a instaurat protectoratul rus asupra Moldovei și Munteniei.
Sub președinția consulului general rus L. M. Minciaki, divanurile Principatelor române au încheiat, la 30 martie 1830, elaborarea „Regulamentelor organice”. Pe baza acestora, care au fost aplicate atât în Muntenia cât și în Moldova, au fost create structuri instituționale de ordine publică. Organele de ordine publică astfel create au purtat denumirea de „Miliție națională” și „Străji pământești”. „Regulamentele organice” au fixat efectivele maxime pentru principate la 4665 de oameni în Muntenia și 2270 în Moldova.

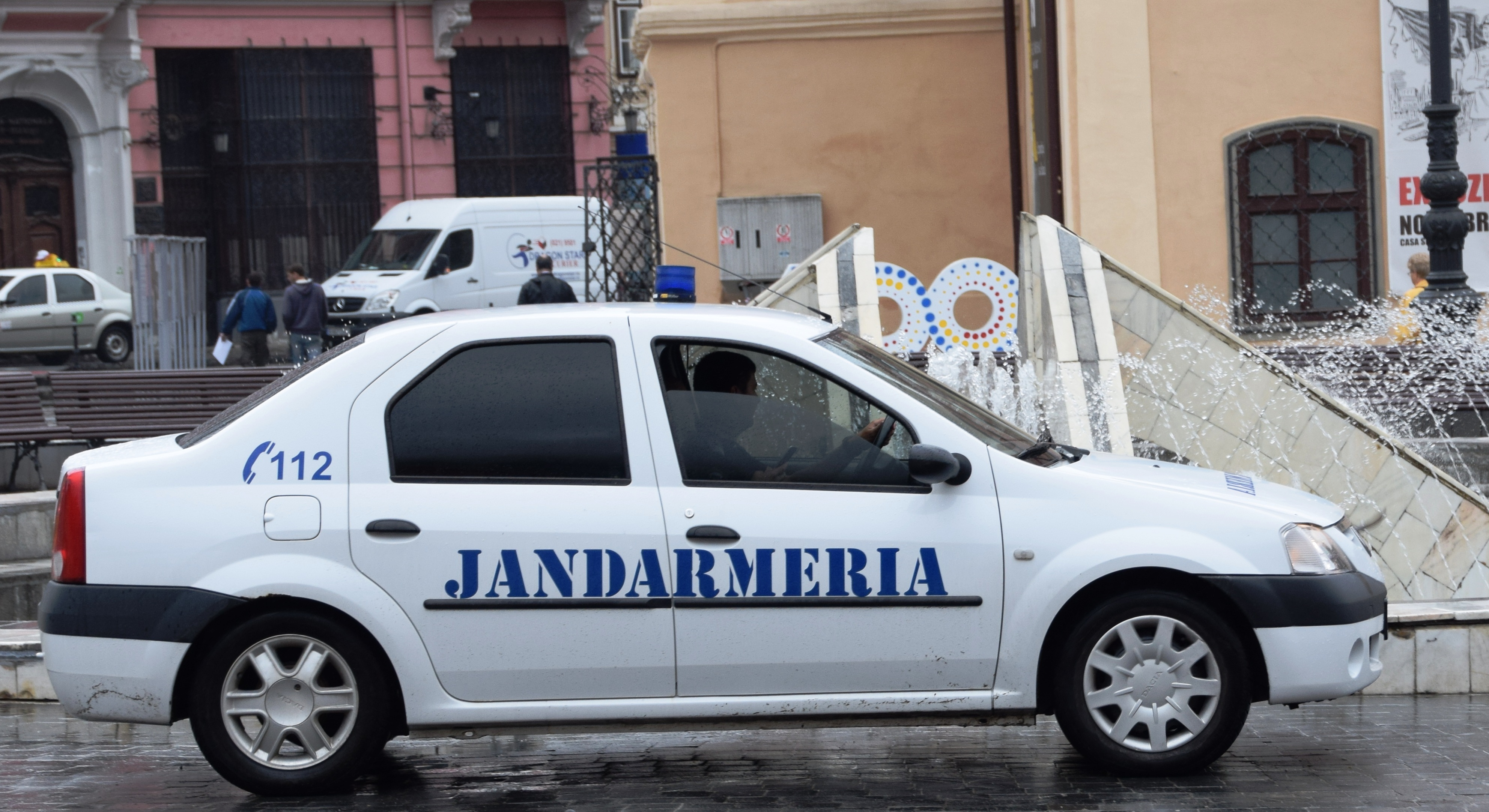
Logan al Jandarmeriei

Prima mențiune clară cu privire la înființarea unei instituții de asigurare a ordinii publice pe teritoriul românesc datează din 17 iunie 1829, când logofătul Costachi Conachi, unul dintre membrii delegați din partea Moldovei în Comitetul de la București pentru alcătuirea „Regulamentului Organic”, întocmește o propunere pentru înființarea unei „miliții purtătoare de arme” (Jandarmerie).
Începând cu data de 12 mai 1830, „slujitorii” din Muntenia au fost înlocuiți de „dorobanți” (miliție retribuită), iar cei din Moldova, cu „Corpul slujitorilor”, începând cu 12 septembrie 1830.
După anul 1834 și până în anul revoluționar 1848, domnitorii Moldovei și Țării Românești au făcut din „Corpul slujitorilor” o forță cu atribuții clare, capabilă să asigure siguranța publică în principatele românești.
Odată cu urcarea pe tronul Moldovei, la 22 iunie 1849, a lui Grigore Alexandru Ghica, organizarea ordinii interne a constituit pentru acesta o prioritate. Alături de numeroase măsuri economice și administrative ca își propuneau modernizarea Moldovei, domnitorul a promulgat printr-un „Ofis domnesc”, la 3 aprilie 1850, „Legiuirea pentru reformarea Corpului slujitorilor în Corp de jandarmi” prin transformarea slujitorilor din ținuturi. Adoptarea legii prin care au fost reglementate structurile și atribuțiile instituției a constituit izvorul noilor și numeroaselor reglementări în perioada ce a urmat. Acest moment marchează consacrarea Jandarmeriei Române.

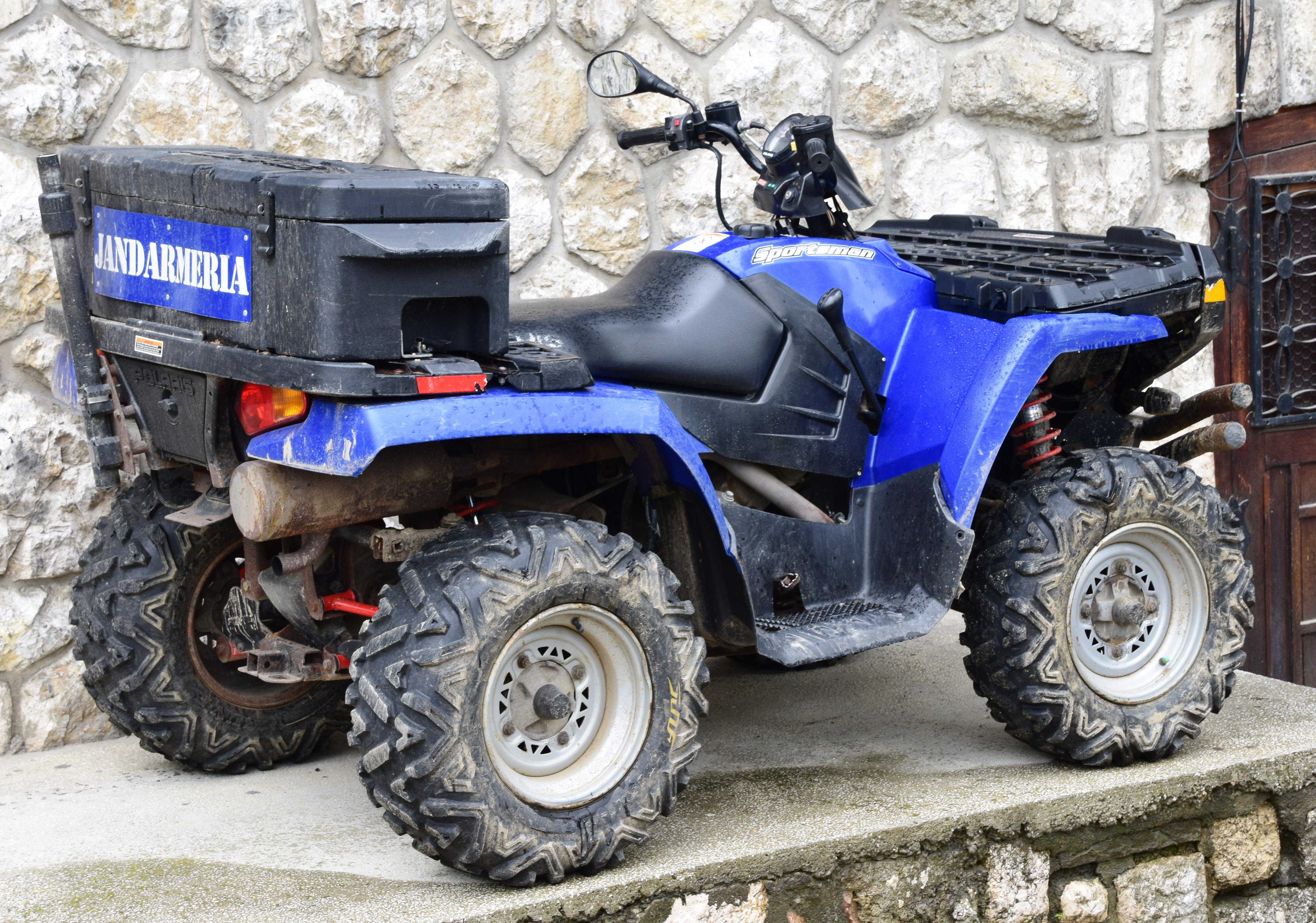
ATV - Jandarmeria rurală de operațiuni Blaj

Prin această lege, Jandarmeriei i-a fost atribuit un statut juridic și s-a urmărit crearea unei instituții moderne pentru asigurarea ordinii interne în Moldova, similară instituțiilor deja existente în centrul și vestul Europei.

### Jandarmeria în timpul Războiului de independență 1877 - 1878
Jandarmeria a participat în războiul de la sud de Dunăre cu 16 ofițeri și 525 de trupă, dintr-un total de 798 de oameni (36 de ofițeri). Conducerea armatei române de atunci, a apreciat valoarea Jandarmeriei decorând cu 220 de medalii curajul, eroismul și bărbăția militarilor jandarmi.

### Legea asupra Jandarmeriei rurale din 1893
Jandarmeria Rurală a fost înființată din inițiativa lui Lascăr Catargiu, președinte al Consiliului de Miniștri și ministru de interne în perioada 27 noiembrie1891 - 3 octombrie 1895 din partea Partidului Conservator - ca urmare a frământărilor culminate cu răscoalele țărănești și grevele muncitorești din anul 1888, la care s-a adăugat pătrunderea în lumea satelor a ideilor marxiste - cu scopul de a constitui un corp nou, de organizare polițienească în mediul rural, eliminarea paralelismelor, suprapunerilor, precum, și a conflictelor de interese cu celelalte organe existente ale statului. 
Adversarii politici ai conservatorilor, liberalii, au catalogat legea Jandarmeriei Rurale drept „neconstituțională, un adevărat atentat la libertatea individuală”. Cu toate acestea la 24 februarie 1893, proiectul de lege privind Jandarmeria Rurală a fost votat de Cameră, cu 52 de voturi pentru și 22 contra, și de Senat, în unanimitate. Legea a intrat în vigoare la 1 septembrie 1893.
În primul an de la înființare, Jandarmeria Rurală era încadrată cu 48 de ofițeri și 882 de trupă.

#### Jandarmeria în timpul Răscoalei Țărănești din 1907
Răscoala Țărănească din 1907 a surprins Jandarmeria nepregătită, depășită de evenimente, posibil, datorită numărului redus de efective (49 de ofițeri și 2580 de trupă) sau, după cum preciza Nicolae Iorga în cadrul Ședinței Adunării Deputaților din 18 martie 1908, „...jandarmii aceștia n-au știut nimic de pregătirea răscoalelor, ei n-au avut curajul să se lupte cu răsculații (...). Prin urmare din aceste răscoale se poate vedea de câtă bărbăție au dat dovadă jandarmii noștri. Când însă s-a mântuit răscoalele (...) jandarmii au întins pe oameni, unii îi țineau de cap și alții de picioare, - pe când alții, însăși, îi călcau cu călcâiele (...)”.
Ca urmare a acestor deficiențe, Ion I.C. Brătianu, în calitate de ministru de interne în guvernul liberal al lui Dimitrie A. Sturza, a inițiat modificarea Legii Jandarmeriei Rurale din 1908, pentru „ca satul să simtă pușca cât mai aproape de el și astfel să-i treacă pofta de răzmeriță”. Cu toată opoziția lui Nicolae Iorga, deputații liberali care aveau majoritate în Cameră, au votat legea. Începând cu data de 24 martie 1908, noua lege de organizare și funcționare a Jandarmeriei Rurale a intrat în vigoare.
Tot la inițiativa liberalilor, la 25 martie 1908 a fost înființată și Direcția de Poliție și Siguranța Statului. În momentul aplicării legii, numărul jandarmilor era de 6082, dintre care 44 de ofițeri, 3026 de subofițeri și 3012 de jandarmi în termen. Potrivit noii legi numărul total al jandarmilor urma să crească la 6310. Legea mai prevedea ca în fiecare comună rurală  să activeze câte 2 jandarmi pedeștri, unul sergent iar celălalt caporal, amândoi formând un post de jandarmi.

### Jandarmeria în timpul celui de-al Doilea Război Balcanic - 1913
În cel de-al doilea Război balcanic - 1913 Jandarmeria a participat cu aproximativ 800 de oameni în zona de conflict, sub comanda inspectorul general, generalul Anton Berlescu, în calitate de Mare Pretor. 
Desfășurarea războiului a găsit Jandarmeria încadrată în armata operativă și a asigurat acesteia serviciul pretoral și detașamentele de poliție la toate eșaloanele, „cu rezultate deosebite”.

### Jandarmeria înPrimul Război Mondial(1914-1918)
Pe toată durata războiului, unitățile și subunitățile de jandarmi, au totalizat 6243 de oameni dintre care 1414 au luptat alături de efectivele armatei regulate. Misiunile executate cuprindeau: aplicarea planurilor de mobilizare a armatei, de pază și apărare a punctelor de comandă a unităților și marilor unități operative, de culegere și centralizare a informațiilor despre inamic, de sprijinire a realizării dispozitivelor de luptă a armatei, de asigurare a serviciului pretoral, de pază a prizonierilor de război, de evacuare a populației civile din zonele operative, de executare de rechiziții în favoarea armatei pentru aprovizionarea acesteia, de anihilare a rețelelor de informații inamice, de pază a fabricilor care asigurau material de război, paza principalelor căi de comunicații, prinderea dezertorilor, paza operelor de artă, asanarea câmpurilor de luptă, paza zonelor petroliere, etc.
Datorită ruperii frontului românesc în toamna anului 1916, Inspectoratul General al Jandarmeriei la 11 noiembrie 1916 și-a mutat reședința la Iași și a retras în Moldova toate unitățile și subunitățile de jandarmi aflate în Oltenia, Muntenia și Dobrogea, mai puțin posturile de jandarmi de la sate, care au primit ordin să „rămână pe loc sub ocupația dușmană”. Misiunile executate de Jandarmerie în perioada 1916-1918 au asigurat climatul pentru refacerea potențialului militar al României, dar și liniștea în zonele de reorganizare a unităților în spatele frontului din Moldova.
La 1 iunie 1918, prin ÎDR (?) nr. 1198, a fost modificată „Legea pentru organizarea Jandarmeriei Rurale” din anii 1908 și 1913, sub rezerva rectificării ulterioare a corpurilor legiuitoare. Această lege, promulgată la Iași de către Regele Ferdinand I, s-a înscris în efortul general de a consolida unirea Basarabiei la România pronunțată la 27 martie 1918 după cum anunța, în cadrul Consiliului de Miniștri, președintele acestuia, Alexandru Marghiloman „(...) mărirea teritoriului prin unirea Basarabiei cu Țara Mamă cer o sporire a Jandarmeriei și o nouă grupare a elementelor din care se compune”. 
În baza acestei legi, Corpul de Jandarmi și-a extins competența în provincia Basarabia prin înființarea Brigăzii a III-a Jandarmi Chișinău. Noua brigadă avea în subordine două regimente: Regimentul 5 Jandarmi Cetatea Albă și Regimentul 6 Jandarmi Chișinău. Regimentul 5 Jandarmi Cetatea Albă era repartizat în teritoriu cu un batalion de jandarmi la Ismail, având în organigramă companiile de jandarmi Cetatea Albă, Ismail, plutonul Delta Dunării și al doilea batalion la Bender (Tighina), cu companiile de jandarmi la Bender și Cahul.
Regimentul 6 jandarmi Chișinău, avea un batalion de jandarmi la Orhei, care, la rândul său, era compus din companiile repartizate la Orhei și Chișinău. Al doilea batalion al Regimentului 6 Jandarmi își avea reședința la Bălți, cu companiile dislocate la Soroca și Bălți.
Jandarmeria de la începutul războiului și până în august 1918 a pierdut 3 ofițeri, dintre care un colonel și doi căpitani, 10 plutonieri, 36 de sergenți majori, 16 sergenți, 2 brigadieri, 39 de caporali și 44 de soldați, în total 150 de oameni. În afară de aceștia, 129 de jandarmi, dintre care un ofițer (locotenentul Leonescu Emil), 17 plutonieri, 49 de sergenți majori, 14 sergenți, 4 brigadieri, 26 de caporali și 18 soldați au fost luați prizonieri de către trupele austro-germane. Toți prizonierii jandarmi au fost repatriați din captivitate la sfârșitul lunii aprilie 1918.

### Rolul Jandarmeriei în apărarea Marii Uniri
Jandarmeria în Ardeal
La 17 decembrie 1918, Consiliul Dirigent din Ardeal l-a numit șef al armatei și siguranței publice pe fruntașul unionist Ștefan Cicio-Pop, care și-a început activitatea prin organizarea Jandarmeriei române în Transilvania și desființarea treptată a „gardelor naționale”, care au avut un rol important în dezarmarea forțelor de jandarmi ungurești. Această organizare a Corpului Jandarmeriei din Ardeal s-a efectuat cu ajutorul colonelului de jandarmi Daniel Popp.
Dezvoltarea acestei structuri s-a realizat, însă, similar cu cea din Bucovina și a debutat la 30 decembrie 1918, când Consiliul Dirigent a lansat un apel către populația locală pentru recrutarea de elemente noi în Jandarmerie ofițeri și trupă.
În lunile martie-aprilie 1919, Jandarmeria română din Transilvania a preluat treptat toate posturile de jandarmi ungurești, fiind necesară folosirea armelor în multe situații pentru dezarmarea jandarmilor unguri.
În același timp, organizarea Jandarmeriei române în zona Aradului și a Banatului a fost mult mai complexă și de durată, în principal datorită prezenței trupelor aliate franceze și sârbești.
Jandarmeria în Bucovina
În Bucovina, realipită României prin hotărârea Congresului General al țării din 15/28 noiembrie 1918, s-a trecut la organizarea unei jandarmerii pe vechile structuri ale Jandarmeriei Austriece.
Jandarmeria și-a consolidat autoritatea în noua provincie românească Bucovina în timp, deoarece avea de rezolvat numeroase aspecte speciale izvorâte din modul în care austriecii își construiseră sistemul de asigurare a ordinii interne în imperiu și în Bucovina. Transferul atribuțiilor pentru asigurarea ordinii interne în provincia Bucovina de la Jandarmeria imperială austriacă la Jandarmeria regală românească a constituit un proces complicat, dar, în același  timp, a fost un succes și a răspuns nevoilor și interesului național exprimat atât de  oamenii politici, dar și de simplii cetățeni ai  Bucovinei din acele vremuri.
După intrarea în Bucovina, armata română a trecut la reinstaurarea ordinii publice prin organizarea unei structuri paralele asemănătoare Jandarmeriei. Generalul Iacob Zadik, în acord cu Iancu Flondor, a asigurat liniștea în provincie prin împărțirea Bucovinei în două sectoare militare: sectorul I, sudul Bucovinei, comandat de colonelul Odobescu și sectorul II, reprezentat de nordul Bucovinei, comandat de colonelul Laschievici. La rândul lor, sectoarele au fost împărțite în comandamente militare corespunzătoare districtelor, numărul lor fiind de 13.
Un prim pas în „naționalizarea” Jandarmeriei bucovinene a fost acela al stabilirii denumirii instituției. Iancu Flondor, adeptul păstrării autonomiei Bucovinei, a impus, la 10 decembrie 1918, numele de Comandamentul Superior al Jandarmeriei în Bucovina. Tot în data de 10 decembrie 1918, a fost numit de la București Comandant al Jandarmeriei în Bucovina locotenent-colonelul Alexandru Carapeț, înlocuindu-l la comandă pe locotenentul Dan Radu care s-a pus la dispoziția lui Iancu Flondor. Jandarmeria bucovineană i-a fost recunoscătoare marelui om politic. În semn de mare prețuire, în martie 1919, Comandamentul Superior de Jandarmi din Bucovina a înființat Fundația „Iancu Flondor” cu scopul de a-i sprijini și ajuta pe orfanii și văduvele jandarmilor căzuți în război sau în executarea serviciului.
Revenind la organizarea Jandarmeriei bucovinene, subliniem faptul că locotenent-colonelul Alexandru Carapeț, a încercat realizarea unei organigrame funcționale pentru Comandamentul Superior al Jandarmeriei din Bucovina, pe districte, care să răspundă așteptărilor autorităților de la Cernăuți, dar și dorințelor de la București. La comanda Jandarmeriei din Bucovina, în funcția de adjunct  al său a fost cooptat locotenentul Văcăreanu Ștefan. Totodată, au fost numiți în funcția de comandant de jandarmi districtuali următorii: pentru districtul Suceava - locotenent Cubat Rudolf, pentru districtul Rădăuți - căpitan Nichitovici Darimidon, pentru districtul Gura - Humorului - locotenent Ududec Ștefan, pentru districtul Câmpulung - locotenent Hudema Nistor, pentru districtul Vatra - Dornei - sublocotenent Polonic Constantin, pentru districtul Siret – locotenentul Nicoară Octavian, pentru districtul Cernăuți – locotenent Băleanu Alexandru, pentru districtul Flondoreni – locotenent Petruc Toader, pentru districtul Vășcăuți – locotenentul Grosu Victor, pentru districtul Seletin – sublocotenentul Cazimir Garschi, pentru districtul Vijnița – locotenentul Aurite Traian, pentru districtul Coțmani (Cozmeni) – locotenentul Socoleanu Alexandru și pentru districtul Zastavna – sublocotenentul Bujdei Gheorghe. 
Tot acum s-a stabilit și denumirea Jandarmeriei din districte și reședințele acestora: la Cernăuți - Comandamentul Jandarmi Districtual nr.1;la Rădăuți - Comandamentul Jandarmi Districtual nr. 2; la Suceava - Comandamentul Jandarmi Districtual nr. 3; la Câmpulung - Comandamentul Jandarmi Districtual nr. 4; la Vijnița - Comandamentul Jandarmi Districtual nr. 5; la Coțmani - Comandamentul Jandarmi Districtual nr. 6; la Zastavna - Comandamentul Jandarmi Districtual nr. 7; la Vășcăuți - Comandamentul Jandarmi Districtual nr. 8; la Gura - Humorului - Comandamentul Jandarmi Districtuali nr. 9; la Siret - Comandamentul  Jandarmi Districtual nr. 10; la Storojineț - Comandamentul Jandarmi Districtual nr. 11; la Seletin - Comandamentul Jandarmi Districtual nr. 12 și la Vatra - Dornei - Comandamentul Jandarmi Districtual nr. 13.
Procesul de organizare a Jandarmeriei române în Bucovina s-a încheiat oficial la 1 mai 1919, când, prin ÎDR nr. 1695, s-a înființat Batalionul de Jandarmi Moldova, cu sediul la Cernăuți. Acest batalion a fost considerat „Corp aparte” și depindea direct de Comandamentul Corpului de Jandarmi. La momentul înființării, efectivele acestuia erau de 21 de ofițeri și 1528 de trupă. Primul comandant al acestui batalion a fost numit maiorul Constantin Zeno Vasiliu.
Contribuția Jandarmeriei la campania împotriva Ungariei - 1919
În timpul campaniei armate împotriva Ungariei, Corpului Jandarmeriei, prin unitățile sale aflate în zonele de operații cu un efectiv de aproximativ 800 de oameni(21 de plutonieri majori, 75 de plutonieri, 8 sergenți instructori, 164 de sergenți, 269 de caporali și 267 de soldați), le-au fost încredințate măsuri de asigurare a ordinii și liniștii interioare în teritoriul ungar și măsuri de siguranță a trupelor române aflate în ofensivă.
Totodată, sub autoritatea generalului Holban, guvernatorul militar al Budapestei a trecut la reorganizarea Jandarmeriei maghiare. Acest lucru a fost necesar în acele momente, deoarece la Budapesta și în împrejurimile ei, bande înarmate ale fostei armate ungare atacau și jefuiau populația civilă. 
Un rol deosebit de important în reorganizarea forțelor de ordine maghiare i-a revenit colonelului de jandarmi Șoiculescu Anastase. Printr-o muncă asiduă, în numai câteva luni, colonelul Anastase a contribuit decisiv la  reorganizarea Jandarmeriei maghiare pe noi principii și în spiritul epocii.

### Jandarmeria în perioada interbelică -repere[necesităcitare]
- 18 iulie 1918-Ministerul de Interne cu adresa nr. 440 a cerut înființarea unui detașament de jandarmi la Chișinău cu un efectiv de 60 de soldați. Jandarmeria a dat curs solicitării numind comandant al detașamentului pe locotenentul Alexandru Ștefănescu. Ulterior, acest mic detașament s-a transformat în companie, iar efectivul acesteia a crescut la 85, iar mai târziu au ajuns la 150 de jandarmi;
- 11 noiembrie 1918-Divizia a 8–a Infanterie având în subordine și o subunitate de 20 de jandarmi intră în Cernăuți. A fost arestat generalul Eduard Fischer comandantul Jandarmeriei austriece și înlocuit cu locotenentul Dan Radu, care devine astfel, primul comandant al Jandarmeriei române din Bucovina;
- 1 decembrie 1918-a fost înființat Batalionul de Jandarmi Dobrogea cu reședința la Constanța alcătuit din Companiile de Jandarmi Tulcea, Constanța, Durostor și Caliacra. Efectivele acestui batalion se ridicau la 1147 jandarmi;
- 2 februarie 1919-au fost asasinați de un grup subversiv în comuna Viișoara (județul Mureș) jandarmii Moldovan Ion și Stroia Vasile;
- 5 mai 1919-caporalul Ilieș Ion și soldatul Catană Alexandru din Compania de Jandarmi Zalău au capturat un avion pilotat de 2 aviatori sovietici. La bordul avionului jandarmii au găsit scrisori adresate liderului maghiar Bela Kun și o sumă de 530.000 de coroane;
- 1 noiembrie 1919-a luat ființă Școala de Plutonieri Jandarmi Oradea Mare în locul fostei Școli de jandarmi a administrației maghiare. În momentul înființării, școala număra 32 de ofițeri și 220 de subofițeri, fiind comandați de maiorul Vurglas Petru;
- 1920-din inițiativa locotenentului Moga Octavian, comandantul Companiei de Jandarmi Dej au fost înființate pentru prima dată în Jandarmerie mici biblioteci de subunitate;
- 18-20 ianuarie 1920-Jandarmeria intervine la Universitatea din Cernăuți pentru stoparea unor grave incidente antisemite;
- 21 iulie 1920-a fost asasinat caporalul Florea Emilian, de la postul de jandarmi Șcheia (Suceava), primul jandarm din Jandarmeria bucovineană ucis în timpul executării unei misiuni;
- 29 iulie 1921-aproximativ 60 de indivizi înarmați și echipați în uniformă rusească au atacat cu focuri de armă posturile de jandarmi Dăncăuți și Volusta, din cadrul Companiei de Jandarmi Hotin. În această luptă a murit jandarmul soldat Șorodoc Ion;
- 7-8 septembrie 1921-bolșevici au atacat postul de jandarmi Trebujeni (județul Orhei), rănind mortal 2 jandarmi;
- 24-25 octombrie 1921-jandarmii de la postul Nemirovca (județul Soroca) au capturat 14 bolșevici, care intenționau să atace comuna;
- 20 noiembrie 1921-jandarmii aparținând Legiunii Vlașca îl capturează pe teritoriul localității Giurgiu pe comunistul Max Goldstein, autorul atentatului de la Senat din 8 decembrie 1920. Pentru prinderea teroristului fiecare jandarm a fost recompensat cu suma de 200 de lei;
- 23-24 ianuarie 1922-a fost atacat de către ruși (?) Postul de Jandarmi Dinăuți (Compania de Jandarmi Hotin). În această luptă și-a pierdut viața caporalul Istrate Gheorghe;
- iunie 1922-au fost uciși de bolșevici - care treceau Nistrul în Basarabia - locotenentul Filip Emilian,  comandantul plutonului Noua-Sulița din Compania de Jandarmi Hotin și sublocotenentul Ioan Stoica, comandantul plutonului 1 din Compania de Jandarmi Cetatea-Albă;
- 8 iunie 1922-Jandarmeria a declarat că a pierdut în Basarabia 110 subofițeri, gradați și soldați;
- 15 decembrie 1922-din inițiativa locotenent-colonelului Bendescu C., comandantul Școlii de Jandarmi Oradea-Mare și cu concursul ofițerilor din cadrele școlii, apare „Revista Jandarmerie” al cărui prim număr de 1.000 de exemplare a fost tipărit cu cheltuielile ofițerilor din școală. Deviza revistei a fost „ÎNAINTE, MEREU TOT ÎNAINTE”;
- 3 februarie 1923-jandarmii din Cetatea – Albă au descoperit și arestat o echipă de spionaj militară sovietică compusă din 12 persoane;
- 15 octombrie 1923-a fost înființată singura herghelie pe care a avut-o Jandarmeria la „Voivodeasa - Rădăuți”. Primul comandant al acestei herghelii a fost locotenentul Mitric Atanase.;
- 15 ianuarie 1924-în satul Stavocasaci (județul Cetatea – Albă), a fost înălțat un monument pentru cinstirea memoriei jandarmilor plutonier Piuț Prădatu și a sergenților Baleș Toma, Bălășan și Lungu, uciși în timpul serviciului;
- 26 mai 1924-jandarmi, în cooperare cu alte forțe de siguranță, au reușit capturarea unei organizații comuniste, la Chișinău, compusă din 39 de membri;
- 13 mai 1925-în orașul Cetatea – Albă, în prezența ministrului de interne – Inculeț, a subsecretarului de stat Tatatrescu, a generalului Ștefănescu – comandantul Corpului de Jandarmi, a generalului Rudeanu – comandantul Corpului 3 Armată și a generalului Mihalescu – comandantul Diviziei a 12-a Infanterie, au fost decorați 14 ofițeri și 33 subofițeri și gradați jandarmi care s-au distins în zilele de 11, 15, 16 și 17 septembrie 1924 împotriva bandelor de bolșevici care au atacat comunele Nicolaevca, Tatar-Bunar, Cișmeaua și alte câteva comune din sudul Basarabiei;
- 7 august 1926-Jandarmeria din Bucovina a arestat 4 agenți comuniști: Bulacovschi Stareislav, Blausch Mihail, Iosef Marchevici și Moruz Petre, sosiți din Ucraina sovietică cu scopul de a pregăti ideologic și revoluționar Partidul Comunist din Bucovina;
- 26 septembrie 1926-au fost uciși plutonierul Tatu Ioan și sergentul instructor Grideanu Ioan pe timpul când urmăreau un spion maghiar în localitatea Aita-Mare (Covasna). Monumentul ridicat în memoria acestor eroi jandarmi la 26 septembrie 1927 a fost distrus în 1940;
- decembrie 1926-Jandarmeria bucovineană a reușit arestarea comunistului Ilie Clenciuc din Mămăeștii – Noi, reprezentant al Comitetului Central Comunist din Ucraina pe lângă Comitetul Central al Partidului Comunist din Bucovina (P.C.C.C.B.), din 1924. Tot în această lună jandarmii au reușit la Cernăuți confiscarea în totalitate a ziarului comunist editat la Viena, denumit „Bucovina Pravda”;
- 5 ianuarie 1927-a fost ucis de către comitagii bulgari în zona localității Carapelit, plutonierul Bârdeanu Petre din Compania de Jandarmi Caliacra;
- 14 martie 1927-Compania de Jandarmi Tulcea a reușit capturarea bandei „Cocoș” care teroriza populația din județul Tulcea, încă din 1924;
- 4 iunie 1927-a fost capturat de către jandarmii de la Compania Tulcea faimosul tâlhar „Terente”;
- 1 noiembrie 1927-a început tipărirea pentru reangajați și jandarmi în termen a ziarului „Cultura Jandarmului”;
- 17 ianuarie 1928-a luat ființă Biroul serviciului de cinematografie al Corpului de Jandarmi. În luna martie, același an, acest serviciu a realizat și primul film în șase acte, denumit sugestiv „Jandarmii”. Filmul, prezenta numeroase faptele din viața jandarmilor, dar a avut și scopul de a „combate atmosfera nedreaptă creată în jurul Jandarmeriei”;
- 27 iunie 1928-a început construcția sediului Jandarmeriei din București, care a fost încheiată, în mod festiv, la data de 25 ianuarie 1930;
- 1 mai 1929-a fost asasinat de către rău făcători în pădurea Hoia în apropiere de Cluj, căpitanul de jandarmi Iuliu Popescu;
- iunie 1929-jandarmii aparținând Legiunii Cernăuți au capturat banda condusă de Alioșa și Grișa, foști informatori și spioni ruși evadați din Închisoarea Soroca în anul 1927, autori ai asasinatului împotriva jandarmului Mironu Dumitru și ai rănirii altor 2 jandarmi de la Postul de jandarmi Resteu;
- 2 iulie 1929-uniforma jandarmilor și culorile ținutei au fost stabilite prin decizie ministerială. Capela, tunica (vestonul) și mantaua aveau culoarea bleu-jandarm, iar pentru pantaloni s-a stabilit culoarea neagră;
- 15 ianuarie 1930-colonelul Anton Nicolae, inspectorul Jandarmeriei din Cluj a luat inițiativa înființării unui sanatoriu, pentru ofițerii și reangajații din Jandarmerie, la Câmpeni, județul Turda;
- octombrie 1930-Legiunea de Jandarmi Câmpulung (Bucovina) a descoperit și arestat o întreagă organizație comunistă formată din 22 de membrii care activa în județele Câmpulung și Cernăuți;
- 7 octombrie 1930-plutonierii Lazarenco Nicolae și Chirilă Alexandru de la Inspectoratul 3 Jandarmi Chișinău l-au capturat pe spionul sovietic Arcade Luchian, cu numele conspirativ „Besneco”;
- 11 octombrie 1930-jandarmii de la Inspectoratul 7 Jandarmi Timișoara au reușit descoperirea și arestarea lui Abrad Comanov, șeful unei puternice organizații comuniste din județul Timiș;
- decembrie 1930-Jandarmeria din Bucovina a descoperit și dezorganizat nucleelor comuniste din Cernăuți, conduse de Terlețchi Carol, Eustafi Soroftei și Rosenbaum Antoneta;
- 12-13 decembrie 1930-printr-o acțiune complexă Inspectoratul 3 Jandarmi Chișinău a reușit arestarea a 14 conducători ai organizației „Tineretul Comunist” din județele Ismail și Cetatea-Albă;
- 20 mai 1931-„Societatea Cultul Eroilor” prin președintele acesteia Patriarhul României Miron Cristea, aduce mulțumiri Jandarmeriei pentru sprijinul acordat în identificarea tuturor eroilor de pe întregul cuprins al țării;
- 28 iulie 1931-Legiunea de Jandarmi Arad a reușit arestarea lui Lipischits Isaia Lib, delegat al Internaționalei comuniste din Moscova în România, asupra căruia s-au găsit numeroase documente compromițătoare la adresa siguranței de Stat;
- 15 august 1931-Apare primul număr ilegal al ziarului „Scânteia”. Jandarmeria operează numeroase arestări și împiedică răspândirea ziarului în țară;
- 12 mai 1932-Legiunea de Jandarmii Cernăuți i-a arestat pe frații Ivan și Nicolae Meronicu, spioni sovietici aparținând G.P.U-lui din Kamenitz Podolska;
- 31 mai 1932-a luat ființă Școala Pregătitoare a Ofițerilor de Jandarmi cu reședința în București. Școala a început să funcționeze cu 40 de elevi anul I, 40 de elevi anul II, 6 elevi anul III și 13 ofițeri elevi. În școală au fost admiși numai tineri licențiați sau doctori în drept. Printre profesorii universitari care au predat în școală amintim pe N. Iorga, I. Micescu, N. Titilescu, D.V. Pella, N. Vasilescu, M. Antonescu, Gh. Fotino ș.a.;
- 25 martie 1933-se înființează Legiunea de Jandarmi București cu reședința în Băneasa;
- 18-20 iunie 1933-Jandarmeria a participat cu forțe importante la arestarea a 326 de muncitori de la Atelierele C.F.R. Grivița - București. Majoritatea dintre aceștia fiind acuzați de „pregătire de grevă, rebeliune în ceată armată și omor”;
- 25 august 1933-Legiunea de Jandarmi Orhei l-a arestat pe spionul sovietic Ignatov G.;
- 3 februarie 1934-Legiunea de Jandarmi Tighina l-a arestat pe spionul sovietic Boris Toratura, cu numele conspirativ „Handitatz”;
- 10 mai 1934-pentru prima dată de Ziua Națională a României, Jandarmeria a defilat în București;
- noiembrie 1934-Are loc un mare scandal între instituțiile statului. Inspectoratul General al Jandarmeriei sesizează Ministerul de Interne că îi sunt interceptate convorbirile telefonice de către Societatea de Telefoane. În spatele acestei acțiuni ilegale erau Serviciul de Siguranță și Elena Lupescu;
- 2 iulie 1935-sunt solicitați aproximativ 20.000 de lei de la Serviciul Intendenței – Inspectoratului General al Jandarmeriei pentru plata agenților acoperiți ai Jandarmeriei;
- 1936-Pentru prima dată în activitatea sa Jandarmeria a fost dotată cu gaze polițienești, pentru dispersarea manifestanților neautorizați;
- 1936-Din inițiativa comandantului Jandarmeriei, generalul Barbu Pârăianu a luat ființă „Jandarmeria de vânătoare”, cu scopul de a se împiedica braconajul și a se executa paza corespunzătoare a terenurilor de vânătoare. Până la sfârșitul anului Jandarmeria a întocmit 12.907 acte de contravenție la „Legea vânatului” și la „Legea pentru reglementarea portului și vânzării armelor cu ocazia practicării vânătorii”;
- 1936-Jandarmeria a înființat 10 sectoare informative: Dobrogea, Ploiești, București, Cernăuți, Chișinău, Bălți, Brașov, Târgu - Mureș, Oradea și Arad;
- 20 mai 1936-a fost înființată Asociația Sportivă „JANDARMERIA”. Asociația își desfășura activitatea în cadrul Uniunii Federațiilor Sportive Române;
- septembrie 1936-pentru prima dată în istoria ei, Jandarmeria organizează o demonstrație profesională de câini de poliție în București;
- 9 septembrie 1936-Corneliu Z. Codreanu se exprimă public cerând „desființarea și scoaterea imediată a întregii Jandarmerii din cadrele Armatei române”;
- 15 decembrie 1936-a fost înființată Secția sporturilor Inspectoratului General al Jandarmeriei. Secția și-a desfășurat activitățile specifice în cadrul Asociației Sportive a Jandarmeriei (A.S.J.). Aceasta a avut sediul în Băneasa. La momentul înființării, asociația a avut o secție de canotaj pe Lacul Băneasa, o crescătorie de câini polițiști și o echipă de fotbal;
- 31 decembrie 1936-Inspectoratul General al Jandarmeriei a cumpărat o suprafață de 763 m2  de la Societatea „Movila” Tekirghiol pentru extinderea Sanatoriului Jandarmeriei din localitatea Carmen – Sylva, cu prețul de 57.225 de lei. Tot la această dată aceeași societate, a donat Jandarmeriei, pentru același scop, o suprafață de teren de 1.943 m2;
- 15 ianuarie 1937-din datele centralizate de Inspectoratul General al Jandarmeriei, activitatea acesteia în anul 1936, s-a concretizat în: punerea în aplicare a 20.980 mandate de înfățișare, 1.347.474 mandate de aducere și 305.350 mandate de arestare. Cu ocazia diferitelor cercetări Jandarmeria a executat 20.834 rețineri de persoane. Jandarmeria a acordat peste 48.000 asistențe la cererea altor funcționari publici, pentru a-i sprijini în executarea atribuțiilor lor. S-au constatat și s-au întocmit acte pentru 85.140 de contravenții la Legea circulației pe căile publice și la Legea cărăușiei;
- 24 mai 1937-1 avut loc punerea temeliei „Casei Țărănești” la Școala de Jandarmi Oradea;
- aprilie 1938-Jandarmeria a fost puternic implicată în disputa dintre Regele Carol al II-lea și Garda de Fier. Cu acordul regelui și al lui Armand Călinescu, Jandarmeria a executat numeroase arestări și internări în lagăre a legionarilor și a simpatizanților lor. Dintre liderii legionari arestați de Jandarmerie amintim pe Corneliu Zelea Codreanu (16 aprilie), Alexandru Cantacuzino, Vasile Cristea, Alexandru Cristian Tell, Virgil Ionescu, Gheorghe Furdui ș.a.;
- 17 iunie 1938-Asociația „Casa Jandarmeriei” a cumpărat vila „Ortansa” compusă din 45 de camere, din Stațiunea „Carmen Sylva”, pentru ofițeri și familiile lor și vila „Oituz” compusă din 47 de camere din Stațiunea Techirghiol, pentru subofițeri și familiile lor;
- 30 noiembrie 1938-pe timpul unui transport cu deținuți de la Închisoarea Râmnicu – Sărat la București a fost înscenată fuga de sub escortă a 14 fruntași legionari. Dintre cei mai importanți lideri legionari asasinați de către jandarmi din ordinul comandantului Jandarmeriei (la rândul său primise ordin de la regele Carol al II-lea) amintim pe: Corneliu Zelea Codreanu, Ion Caranica, Nicolae Constantinescu, Doru Belimace, Ion Trandafir, Ion Botântan, Ion Atanasiu, ș.a. Totodată, principalii asasini ai fruntașilor legionari au fost plutonierul Sârbu Constantin (cel care l-a asasinat pe Zelea Codreanu), maiorii Dinulescu, Macoveanu și Scarlat Roșianu (comandantul Legiunii de Jandarmi Râmnicu Sărat);
- 4 mai 1939-colonelul Emil Broșteanu, comandantul Inspectoratului 1 Jandarmi Olt, a fost numit prefect al județului Olt;
- 12-14 septembrie 1939-s-a refugiat în țară tezaurul Poloniei și a părăsit România prin portul Constanța. Paza acestuia până la București, a fost asigurată de Jandarmeria din Cernăuți;
- 21-22 septembrie 1939-comandantul Jandarmeriei, generalul Bengliu, din dispoziția Regelui Carol al II-lea, a ordonat comandanților de legiuni împușcarea, fără judecată, în plină stradă a 3 – 5 legionari din fiecare județ. Ordinul a fost executat aproape în totalitate, drept consecință au fost împușcați inutil în total 147 de legionari.}}

### Jandarmeria și refugiații polonezi - 1939
Pentru a controla exodul refugiaților civili și militari către România prin Bucovina, ca urmare a atacării Poloniei la 1 septembrie 1939 de către Germania, prin ordinul nr. 1 din 9 septembrie 1939, Ministerul de Interne a lansat către Jandarmerie  dispoziții precum trierea, dezarmarea și îndrumarea refugiaților. Zona de triere a refugiaților polonezi a fost fixată pe frontiera de nord a țării de la Valea Vișeului până la Susuleni (pe Nistru) și o linie de spate marcată de aliniamentul Susuleni – Orhei – Călărași – Ungheni – Iași - Târgu Frumos – Pașcani -Târgu Neamț – Broșteni - Vatra Dornei – Iacobeni – Cârlibaba – Borșa - Valea Vișeului . Acoperirea acestui aliniament de către Jandarmerie a fost realizată cu ajutorul Centrele de Instrucție 3, 4, 5 și 9 Jandarmi, care au organizat câte un batalion, format, la rândul său, din 4 companii infanterie și 1 companie mitraliere. Împreună cu cele 6 companii de infanterie și 2 plutoane mitralieră ale Regimentului de Jandarmi Pedeștri, subunitățile s-au deplasat în zonă.
Odată ajunși în zonele stabilite, jandarmii au început să-i preia pe toți refugiații polonezi care intrau în țară. Din acest motiv, Marele Stat Major a revenit cu un nou ordin care a stabilit concret unde vor fi internați refugiații de către jandarmi. Civilii au fost internați în centrele din localitățile Caracuri (Bolgrad), Vaisal, Fântâna - Zânelor, Chitai și Ismail, iar militarii, pe câmpurile Mărășești, Panciu, Odobești, Năruja și în localitățile Burdusoci, Coroești, Munteni, Nicorești și Negulești.
Începând cu 18 septembrie 1939, Comandamentul Corpului de Jandarmi a organizat un baraj pe linia de vest a județelor Putna, Bacău și pe linia de sud a județelor Tecuci, Putna și Covurlui tocmai pentru a-i împiedica pe refugiații polonezi să ajungă în mod dezorganizat în Muntenia și Transilvania. Subunitățile de jandarmi care au realizat acest baraj format din posturi fixe, patrule mobile și filtre făceau parte din Regimentul 4 Jandarmi (Prut), Regimentul 3 Jandarmi (Dunărea)  și Legiunea de Voluntari Jandarmi București. După numai o săptămână, Marele Stat Major (M.S.M.) al armatei a  desființat pentru refugiații militari polonezi vechile locații de internare, stabilind altele noi, astfel: pentru refugiații militari polonezi cu grade inferioare, la Turnu - Severin (108 ofițeri și 639 de trupă), Târgu - Jiu (?), Râmnicu - Vâlcea (18 ofițeri și 570 de trupă), Craiova (48 de ofițeri și 1.301 trupă), Calafat (44 de ofițeri și 1.300 de trupă), Caracal (86 de ofițeri și 810 de trupă), Slatina (16 ofițeri și 624 de trupă), Pitești (17 ofițeri și 478 de trupă), Râmnicu - Sărat (3 ofițeri și 437 de trupă), Câmpulung Muscel (29 de ofițeri și 562 de trupă), Urziceni (556 de trupă), Babadag (136 de ofițeri), pentru ofițeri la Herculane (generali, Călimănești (maior – colonel), Balș (152 de  ofițeri și 136 de trupă), Ocnele Mari (16 ofițeri și 440 de trupă), Sovata (3 ofițeri și 2 trupă), Drăgășani (203 ofițeri și 19 trupă), Corabia (252 de ofițeri și 32 de trupă), Costești (402 ofițeri și 63 de trupă), și pentru funcționarii sau muncitorii fabricilor de avioane și de armament poloneze, în localitatea Strehaia (455 de civili).
Ministerul Apărării Naționale, prin ordinul nr. 9864 din 3 octombrie 1939, a fixat o locație separată la Slănic - Prahova pentru fostul Șef al Statului Major al armatei poloneze, generalul Waclaw Stachiewicz, și suita acestuia formată din 2 ofițeri cu grad superior, 1 caporal și 1 șofer. Totodată, în baza ordinului primit, Comandamentul Corpului de Jandarmi a stabilit expres ca Legiunea de Jandarmi Prahova să asigure paza și să răspundă la toate solicitările înaltului demnitar polonez. Constatându-se faptul că o parte din ofițerii superiori polonezi cantonați la Herculane au fugit din această locație, C.C.J. a destinat pentru paza acestora, în data de 5 octombrie 1939, 2 subofițeri și 13 jandarmi în termen, iar Regimentele 1 și 2 Jandarmi au primit ordin să organizeze paza permanentă pe căile de comunicații cu accent deosebit în gările din apropierea cantonamentului de internare. Cu toate măsurile de pază instituite de Jandarmerie, generalul Stachiewicz și suita sa au fugit din Sovata în noaptea de 6/7 ianuarie 1940.
În localitatea Dragoslavele au fost internați, cu începere din data de 14 octombrie 1939, mareșalul Edward Rytz-Šmigly împreună cu 3 ofițeri superiori polonezi și 6 civili, care se refugiaseră, împreună cu guvernul polonez, în România în data de 17 septembrie 1939. Pentru paza acestora, Jandarmeria a dispus înființarea unui post format din 1 ofițer, 3 subofițeri și 10 jandarmi în termen.
Din evidențele operative ale Jandarmeriei întocmite până la sfârșitul lunii septembrie 1939 rezultă că instituția a asigurat paza în cantonamentele de internare a unui număr de aproximativ 1.533 de ofițeri, 7.964 de subofițeri și trupă refugiați militari și a 455 de refugiați civili. Înțelegerea și bunăvoința guvernului României a permis refugierea pe teritoriul național a unui total de aproximativ 100.000 de cetățeni polonezi, dintre care peste 60.000 de militari, operațiunea necesitând cheltuieli pentru întreținerea acestora în perioada 1939 – 1946 de aproximativ 2.116 milioane lei la cursul anului 1939.

### Acțiunile Jandarmeriei ca urmare a cedărilor teritoriale din 1940
La data de 27 iunie 1940 s-a decretat mobilizarea generală a armatei, iar a doua zi, prin ordinele nr. 5.688 și 5.755, Marele Stat Major a ordonat evacuarea Basarabiei, Nordului Bucovinei și a Ținutului Herța, fixându-se în acest sens 4 etape.
Cele 4 etape de evacuare au fost următoarele: Etapa I – până la 28 iunie 1940, orele 20.00 se evacuează și predau autorităților sovietice orașele Cernăuți, Chișinău și Cetatea-Albă; Etapa a II-a – până la 29 iunie 1940, orele 13.00 se evacuează și se predau autorităților sovietice teritoriile până la linia de sud Cernăuți-Chișcăuți-Varticăuți-Jornăuți-Lipnic-Mândac-Florești-Râul Răutu-Orhei Vest-Chișinău-Sălcuța-Căușanii Vechi-Volintiru-Lacul Albiei; Etapa a III-a – până la 30 iunie 1940, orele 12.00 se evacuează și predau autorităților sovietice teritoriile până la linia Rarancea-Nestoria-Briceni-Edineț-Bălți-Țelenești-Cobâlca Vest de Chișinău-pârâul Valea Seacă-Berezina-râul Cogâlnic-Tătar Bunar; Etapa a IV-a – până la 1 iulie 1940, orele 12.00, se evacuează și se predau autorităților sovietice restul teritoriilor din Basarabia până la Prut. În vederea executării evacuării, formațiunile Jandarmeriei din Bucovina, Basarabia și Herța respectiv Regimentele 3, 4, 6 și 10 Jandarmi, Centrele de Instrucție 3 și 4 Jandarmi, Batalioanele 3, 4 și 10 Jandarmi, au trecut sub comanda marilor unități pe teritoriul cărora se aflau.
Evacuarea Nordului Bucovinei, Basarabiei și a Herței de către Jandarmerie s-a executat în condiții grele deoarece trupele sovietice au surprins numeroase posturi, subunități și unități de jandarmi, cum ar fi Companiile 2 și 3 ale Batalionului 4 Jandarmi din Cernăuți, care nu au putut fi anunțate telefonic și evacuate la timp. Pe timpul evacuării, subunitățile de jandarmi au fost agresate cu foarte mare violență de simpatizanții sovietelor.
Populația românească din teritoriile părăsite de jandarmi a fost cuprinsă de disperare. „Ieșeau înaintea jandarmilor plângând și petrecându-i kilometri întregi în strigăte de jale (...) mulți spuneau cu lacrimi în ochi și smulgându-și părul din cap rugând Jandarmeria și Armata noastră să se întoarcă cât mai curând căci viața fără ocrotire care să le înțeleagă cerințele sufletești le este imposibilă”, consemna comandantul poliției județului Rădăuți, maiorul Drăgulescu C., în data de 22 iulie 1940. La suferința populației românești s-au alăturat ucrainenii și germanii care și-au dat seama că viitorul lor sub administrația sovietică era la fel de sumbru ca și al românilor.
Toate unitățile și subunitățile de jandarmi evacuate din Transilvania au fost trecute în subordinea Armatei I, la 31 august 1940.
În urma încheierii tratatului româno - bulgar din 7 septembrie 1940, Inspectoratul General al Jandarmeriei a început, la 21 septembrie 1940, procesul de evacuare a unităților și subunităților aparținând Legiunilor de Jandarmi Caliacra și Durostor din Dobrogea de Sud (Cadrilaterul).

### Neutralizarea acțiunilor Gărzii de Fier de către Jandarmerie în toamna anului 1940
În condițiile stării interne de revoltă provocată de trădarea guvernului fascist și pro-nazist condus de Ion Gigurtu prin acceptarea Dictatului de la Viena când „pentru prima dată în istorie, Armata Română s-a retras de pe brazda românească, fără ca să tragă un glonț de pușcă”, România pierzând 33,8% din suprafață și 33,3% din populație, Regele Carol al II-lea a demis acest guvern (3 septembrie) și, la insistențele lui Horia Sima, l-a desemnat pe generalul Ion Antonescu - care se afla în „domiciliu forțat” la mănăstirea Bistrița, din județul Vâlcea - cu formarea noului Consiliu de Miniștri în ziua de 4 septembrie 1940. în timp ce Garda de Fier a considerat că a sosit momenrul instaurării unui guvern fascist.
Seara zilei de 3 septembrie și noaptea de 3/4 septembrie 1940 Jandarmeria a rămas pasivă în timp ce Legionarii, organizați în grupuri înarmate, au agresat-o în București și în alte localități din țară (Timișoara, Alba Iulia, Sibiu, Brașov și Deva), sediile Inspectoratului de Jandarmi din Constanța și cel al Legiunii mobile Constanța au fost atacate, iar ultimul a fost chiar incendiat de către legionari. În această noapte, la Constanța au fost omorâți 4 jandarmi, iar un jandarm a fost rănit grav.
Au fost unități ale Jandarmeriei care au încercat să se opună și au operat arestări în rândurile legionarilor, dar generalul Ioan Antonescu i-a eliberat pe toți a doua zi (4 septembrie).
La cererea legionarilor, la 6 septembrie 1940, generalul Ion Antonescu îl scoate din cadrele active ale Armatei pe comandantul Jandarmeriei, generalul Ion Bengliu. În aceeași zi ofițerii, subofițerii și trupa (activi și de rezervă) de jandarmi depun Jurământul de credință, Regelui Mihai I și lui Antonescu, care s-a auto-denumit „Conducătorului Statului” (din germană Führer). Cu această ocazie noul comandant al Corpului de Jandarmi generalul Ioan Topor (care după război a fost degradat și condamnat pentru crime de război) afirma: „să fim demni de situația noastră în Stat și de încrederea ce ni s-a arătat întotdeauna, fiindcă vreau ca ideea de autoritate pe care o reprezintă Instituția noastră să nu marcheze o activitate negativă, ci una rodnică și pilduitoare”.
Prof. Gh. Buzatu a descris decursul acestor evenimente într-o frază care se cere explicată: „Atacul legionar la adresa instituțiilor statului în vederea preluării puterii a eșuat lamentabil deoarece riposta jandarmilor a fost deosebit de energică”(...).
La 10 septembrie 1940, fiecare chestură de poliție a primit în sprijin câte un pluton de jandarmi. Din ordinul lui Ion Antonescu, Conducătorul Statului și Președintele Consiliului de Miniștri, la 12 septembrie 1940 s-a repus în vigoare „Legea de organizare a Jandarmeriei Rurale” din 1929. Corpul de Jandarmi a luat denumirea de Inspectoratul General al Jandarmeriei, iar regimentele de jandarmi au fost numite ulterior inspectorate. Tot la aceeași dată, a fost numit în locul generalului de brigadă Ioan Topor, ca Inspector General al Jandarmeriei, generalul de divizie în rezervă Constantin Zeno/Zamfir/„Piki” Vasiliu  care, după râzboi, a fost judecat pentru crime de râzboi, gâsit vinovat, condamnat la moarte și executat.

### Jandarmeria și „Rebeliunea legionară” - 1941
La puțin timp de la instalarea la guvernare, legionarii au creat instituții paralele cu cele ale statului, cum ar fi Poliția Legionară. Aceasta a început să-i aresteze în întreaga țară, fără mandat și abuziv, pe cei pe care îi considera opozanți politici sau masoni.
Așa-zisa politică de „asanare morală” a societății românești promovată de guvernul legionar a fost aplicată în Justiție, Poliție, Jandarmerie și în Armată. „Eliminarea dintre comandanți a elementelor evreiești și minoritare va trebui să întărească ideea legionară a elementului românesc la datorie și la jertfă pentru patrie, ca primă condițiune a coeziunii și tăriei naționale și odată cu ei și a Armatei”, anunța „Cuvântul – Ziar al Mișcării Legionare” în ianuarie 1941. În acest fel, au fost îndepărtați abuziv din instituție pe motiv de „incapacitate morală” 56 de ofițeri jandarmi, respectiv 1 colonel (Luca Alexandru, comandantul Inspectoratul Regional de Jandarmi Oradea), 6 locotenent-colonei, 37 de maiori, 9 căpitani, 2 locotenenți și 1 sublocotenent.
În baza ordinului Ministerului Afacerilor de Interne nr. 352 din 20 ianuarie 1941, comandantul Jandarmeriei a ordonat unităților din subordine următoarele: „ocupați imediat, cu gărzi puternice, toate oficiile poștale, telegrafice și gările. În caz că se va încerca ocuparea lor de către alte persoane străine, se va face uz de prescripțiile regulamentelor în caz de tulburări.”
Centrul de Instrucție Nr. 3 Jandarmi a fost însărcinat special numai cu paza Președinției Consiliului de Miniștri.
În perioada 21 – 24 ianuarie 1941, Jandarmeria s-a angajat cu toate efectivele și mijloacele sale specifice în reprimarea Rebeliunii legionare. Deoarece efectivele de jandarmi nu făceau față situației din București,  Inspectoratul General al Jandarmeriei și-a suplimentat efectivele cu 500 de elevi jandarmi de la Școala de Subofițeri Jandarmi Drăgășani.
Inclusiv clădirea Jandarmeriei a fost atacată de legionari, dar nu a putut fi ocupată. Fiind considerată o clădire sigură în acele momente de violență extremă aici și-au găsit refugiu numeroși oameni politici printre care și fostul prim-ministru Gh. Tătărăscu.
Întregul efectiv de jandarmi concentrat în capitală pentru înlăturarea pericolului legionar s-a ridicat la aproximativ 6000 de oameni.
Într-un bilanț al Serviciului Jandarmeriei (structură care coordona activitatea informativă a Jandarmeriei) desfășurat la sfârșitul anului 1941, s-a raportat că pe timpul Rebeliunii legionare, organele Jandarmeriei au arestat aproximativ 2500 de legionari, apoi alți 1145 până la 1 martie 1941, pentru ca alți 66 de legionari să fie reținuți până la 1 septembrie 1941. Totodată, s-au confiscat, din sediile legionare, 903 puști de vânătoare, 104 puști și carabine, 877 de revolvere, 2 mitraliere, 2 pistoale mitralieră și 620  de pistoale  de diferite calibre.
În cursul operațiunilor întreprinse atât de Armată, cât și de Jandarmerie cu scopul de a înăbuși Rebeliunea legionară, și-au pierdut viața, numai în București, 21 de ofițeri, subofițeri și soldați, iar 53 de militari au fost răniți. În întreaga țară au fost ucise 374 de persoane și 380 au fost rănite. Comunitatea evreiască a avut și ea de suferit. În perioada 21 – 24 ianuarie 1941, numai în București au fost asasinați de către legionari 120 de evrei.

### Masacrul de la Jilava
Sub conducerea Statului național-legionar, care a decis reînhumarea, cu funeralii naționale, a întemeietorului Mișcării Legionare, Corneliu Zelea Codreanu, Horia Sima - noul comandant legionar și adjunctul lui Ion Antonescu, Conducătorul Statului - a ordonat personal arestarea unui număr de foști fruntași politici și înalți funcționari incomozi, „carliști”, inclusiv comandantul Jandarmeriei, generalul Ion Bengliu și o serie de  ofițeri și gradați jandarmi, sun presupunerea că ar fi avut vreo legătură cu asasinarea „Căpitanului” Codreanu și i-a internat la penitenciarul Jilava („Penitenciarul București”, folosit de diferitele guverne române pentru încarcerarea deținuților politici, a devenit celebru sub numele de „penitenciarul Jilava” după numele comunei Jilava, în județul Ilfov, unde se găsește respectiva instituție).
Judecătorii care au semnat aceste „mandate de arestare preventivă pentru continuarea și definitivarea anchetei”  știau că penitenciarul Jilava se afla în custodie legionară, fapt care periclita viața arestaților. Tribunalul București s-a simțit obligat să intervină și, sub pretextul colectării de mărturii pentru pregătirea proceselor, a dispus transferarea unora dintre arestați la alte închisori. Prefectul de Poliție al Bucureștiului, Ștefan Zăvoianu, fost militar, fost ziarist, fost senator legionar, numit de Horia Sima și de ministrul de interne, generalul Constantin Petrovicescu, la 5 octombrie 1940 Prefectul Poliției Capitalei - care activase intens la arestarea și torturarea anti-legionarilor din perioada carlistă - a considerat că ordinul vine direct de la Antonescu, care și-ar fi schimbat părerea în privința eliminării acestor inoportuni și a refuzat să execute directivele Tribunalului deci, la 26 noiembrie 1940 s-a cerut ajutorul armatei pentru a executa transferul arestaților. Zăvoianu a aflat că este pe cale să fie neutralizat și a decis să acționeze de urgență..
În noaptea de 26 spre 27 noiembrie 1940, la Jilava, dintre cei 65 de deținuți, politicieni și ofițeri superiori ai armatei și poliției, au fost asasinați de legionari 64, dintre care jandarmii:
- Ion Bengliu, general, comandant al Jandarmeriei Române (1938-1940);
- Iosif Dinulescu, maior în Legiunea de jandarmi Dâmbovița;
- Ștefan Gherovici, colonel, șef de serviciu în cadrul Jandarmeriei;
- Anibal Panaitescu, colonel;
- Aristide Macoveanu, maior;
- Alexandru Popescu-Marinaru, maior, șeful jandarmeriei din județul Constanța;
- Damian Frederic, maior;
- Traian Cinghiță, sublocotenent de jandarmi din județul Vaslui;
- Nicolae Bularda, Neacșu Crăciun, Petre Gheorghiu, Vasile Moisescu, Gheorghe Niculescu, Gheorghe Oancea, Constantin Popescu, Constantin Sârbu, Ion Stănciuc, Vasile Tașcă, Nicolae Zăinescu, jandarmi.[46][47]
- plutonierii de jandarmi Ștefan Nițu, Tudor Petre (care a fost arestat de legionari și asasinat datorită unei coincidențe de nume cu unul dintre asasinii lui Codreanu) și Nicolae Ciurea,  singurul care a scăpat cu viață, au fost racolați de legionari fără mandat de arestare[47][48][49].

De mențiomat că în celulele din subsolul închsorii se găseau mulți deținuți comuniști de care criminalii legionari nu s-au atins.
Speriat de răzbunările sângeroase ale legionarilor împotriva jandarmilor, colonelul Constantin Tobescu, numit de Ion Antonescu la conducerea Serviciului Jandarmeriei din I.G.J. (19 septembrie 1940), a demisionat, trecând în rezervă (31 decembrie 1940) și s-a ascuns în Banat, apoi în Iugoslavia. A revenit în funcția din care demisionase imediat după eșecul Rebeliunii legionare, la 24 ianuarie 1941.

### Jandarmeria română în al Doilea Război Mondial

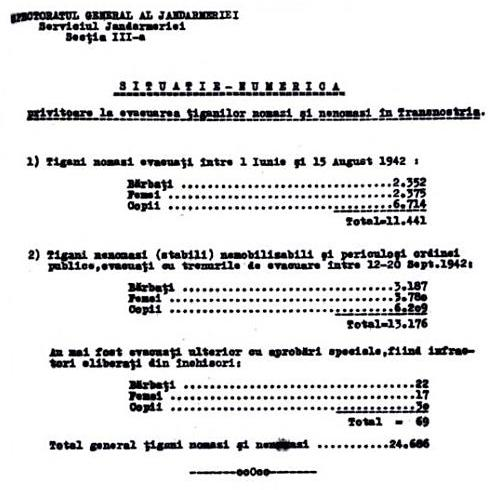
Raportul Inspectoratului Jandarmeriei - Evacuarea țiganilor în Transnistria

La 12 iulie 1940 regele Carol al II-lea contopește Direcția Generală a Poliției, Prefectura Poliției Capitalei și Corpul Jandarmeriei. Acest act este anulat la 12 septembrie 1940 de nou numitul prim-ministru, generalul Ion Antonescu care repune în vigoare legislația din anul 1929.
Până în noaptea de 21/22 iunie 1941, Jandarmeria își mobilizase deja întregul său efectiv pentru război, începând cu contingentul 1934.
În zona armatelor de operații se găseau 23 de legiuni de jandarmi, o legiune mobilă, 195 de secții de jandarmi și 1044 de posturi de jandarmi, cu un efectiv de aproximativ 10.000 de jandarmi. Pe  data de 24 iunie 1941, Jandarmeria a înregistrat, alături de forțele armate, primele pierderi. Sediul Legiunii de Jandarmi Constanța a fost bombardat de aviația sovietică, iar în urma acestui raid au rezultat 26 de morți și 8 răniți. În aceeași zi, tot în urma unui bombardament al aviației sovietice, Legiunea de Jandarmi Botoșani a înregistrat 1 mort și 12 răniți.
La numai o zi de la tragicul eveniment de la Constanța, Jandarmeria a înființat primul lagăr de prizonieri ruși din România în cazarma Centrului de Instrucție nr. 2 Jandarmi Găiești.
În urma luptelor din zona orașului Cernăuți, trupele rusești au fost înfrânte și s-au retras din oraș. Primii care au pășit în capitala Bucovinei au fost colonelul Mânecuță Ioan, comandantul Inspectoratului Regional de Jandarmi Suceava, căpitanul Văcăreanu Ștefan și 25 de subofițeri jandarmi. Imediat după ce au intrat în Cernăuți, aceștia au luat măsuri urgente de asigurare a ordinii, a pazei depozitelor de alimente și materiale militare abandonate de Armata sovietică.
La 27 iunie 1941, Ion Antonescu a ordonat, comandantului Garnizoanei din Iași, colonelul Constantin Lupu (acesta a comandat efectiv batalionul de jandarmi din oraș), să fie evacuați din oraș toți evreii și „să fie lichidat fără milă orice evreu care va deschide focul asupra soldaților români și germani”. 
A doua zi, pe 28 iunie, sosesc la Iași și concret la Chestura poliției pentru a planifica, pregăti și executa Pogromul ofițeri ai Jandarmeriei și Armatei. Dintre jandarmii sosiți amintim pe: colonelul Barozzi – pretorul Armatei a 3-a, colonelul Bădescu Gh. – comandantul Jandarmeriei din Moldova și din județ și ajutorul său locotenent-colonelul Mihail Niculescu Coca. La toți aceștia se mai adaugă cei deja prezenți în Iași, locotenent-colonelul Aristotel Alexandru – comandantul Legiunii de Jandarmi Iași, maiorul Vasiliu – comandantul Legiunii de Jandarmi mobile din Iași și maiorul Nicolae Scriban – pretorul Diviziei a 14-a Infanterie.
În timp ce frontul înainta spre est, formațiunile de jandarmi - legiuni, secții și posturi - s-au instalat în vechile circumscripții teritoriale pe care le abandonaseră în vara anului 1940.
În același timp, companiile de jandarmi care executau serviciul de poliție pe lângă marile unități operative au urmat pe front aceste unități în toate fazele războiului asigurând baraje de poliție, posturi de control, filtre, patrule, sprijinirea instalării autorităților românești comunale, inventarierea și paza depozitelor de materiale și de armament capturate de la sovietici, asanarea câmpurilor de luptă, strângerea și paza prizonierilor de război, prinderea sau nimicirea grupurilor de partizani lăsate de trupele sovietice în spatele frontului ș.a.
Primul jandarm decorat în război a fost sublocotenentul Luchian Teodor (Regimentul de Jandarmi Pedeștri din București), la 30 iunie 1941, pentru faptele de vitejie săvârșite sub focul artileriei inamice pe timpul forțării trecerii Prutului, fiind decorat cu Ordinul „Coroana României” în grad de cavaler și panglică de Virtute Militară.
La 7 iulie 1941, au fost decorați cu diferite medalii 25 de jandarmi din Compania 132 Poliție (comandată de căpitanul Lungu Costin) de pe lângă Divizia a 9-a Infanterie pentru fapte de vitejie deosebite sub focul inamicului.
La 16 iulie 1941, Inspectoratul de Jandarmi Chișinău a înregistrat 17 morți și 2 răniți în luptele de la Căzănești cu trupele sovietice.
Jandarmeria a pierdut în lupta pentru eliberarea Basarabiei 2 ofițeri, 7 subofițeri și 26 trupă. Numele celor morți au fost scrise pe pietrele de marmură din Capela Militară Chișinău, renovată de Inspectoratul General al Jandarmeriei, care fuseseră aruncată în aer de trupele sovietice.
La 9 august 1941, o coloană de 600 de militari sovietici a fost făcută prizonieră de sergentul jandarm Giurcan Radu (Regimentul de Jandarmi Pedeștri). Pentru curajul excepțional, pentru bravura și energia de care a dat dovadă comandantul Corpului de Cavalerie, generalul de divizie Mihail Racoviță la decorat cu „Virtutea Militară de război”, clasa a II-a.
În septembrie 1941, Jandarmeria în Basarabia avea în pază următoarele lagăre de internați evrei: Secureni (Legiunea de Jandarmi Hotin), Edineț (Legiunea de Jandarmi Hotin), Limbenii Noi (Legiunea de Jandarmi Bălți), Rășcani (Legiunea de Jandarmi Bălți), Răuțel (Legiunea de Jandarmi Bălți), Mărculești (Legiunea de Jandarmi Soroca), ghetoul Chișinău (Compania 10 Poliție), Ismail, Cahul, Chilia și Bolgrad (Legiunile de jandarmi din orașele respective și Compania 23 Poliție).
În octombrie 1941, a fost înființat Inspectoratul de Jandarmi Transnistria. Primul comandant al acestui inspectorat a fost colonelul Broșteanu, după care a fost numit la comandă generalul Mihail Iliescu. Inspectoratul își exercita autoritatea în zona Dubăsari – Mighilev – Vapniarka – Tiraspol - Odessa și altele. Jandarmii aparținând acestui inspectorat obișnuiau să poarte ca semn distinctiv, pe brațul stâng, o banderolă de culoare galbenă pe care erau cusute din postav albastru literele „J. TR.” (Jandarmeria Transnistriei). În aceeași lună a luat ființă ghetoul Cernăuți. Pentru paza și organizarea acestuia a fost desemnată o companie de jandarmi sub comanda maiorului Iacobescu (din Iași), ajutat de maiorul Gemănaru (din Suceava). Pentru a salva cât mai mulți evrei de la deportare spre o moarte sigură „maiorul adăuga pe autorizația de rămânere în ghetou (scriind pe verso) și alți membri de familie, soacra, cumnatul etc. Pe autorizațiile pentru bătrâni adăuga: fiica, ginerele și 1-2 copii. Maiorul de jandarmi ar fi salvat astfel „lume multă” afirmă Marius Mincu în cartea „Pogromurile din Bucovina și Dorohoi”, publicată în 1945.
Sub comanda generalilor (degradați) Ioan Topor (1940) - numit apoi Marele Pretor al Armatei, C. „Piki” Vasiliu (1940–1944), criminal de război, condamnat la moarte și executat la penitenciarul Jilava la 1 iunie 1946 și a adjunctului său, Constantin Tobescu, dezertor degradat și condamnat la 10 ani de închisoare, Jandarmeria a devenit - sub ordinele lui Ion Antonescu - principalul instrument de purificare etnică, executant docil și - prin unii ofițeri, entuziast - al deportării în Transnistria a circa jumătate milion de cetățeni români din minoritatea evreiască și a masacrării a peste 300 000 dintre ei și deportarea a circa 25 000 de cetățeni români de etnie romă, dintre care 11 000, majoritatea copii, au murit datorită stării de inaniție, de frig și de epidemii provocate de lipsirea de o sanitație minimală.
Ofițerii jandarmi, implicați din ordinul Conducătorului statului în august 1941, în deportarea evreilor cu responsabilități de organizare, dar și de executare au fost următorii: inspectorii generali ai Jandarmeriei din Basarabia, Bucovina și Transnistria, generalul Vasiliu (comandantul general al Jandarmeriei), generalul Tobescu (coordonator pe teren), locotenent-colonelul Poitevin (pretorul Armatei a 3-a), locotenent-colonelul Lazăr (delegatul Inspectoratului General al Jandarmeriei în Basarabia), maiorul Teodorescu – Sachelarie (ofițer anchetator din partea Inspectoratului General al Jandarmeriei), locotenentul Roșca (comandantul Companiei 60 Poliție de la Atachi), locotenentul Gorovei și sublocotenentul Marino (ofițerii de legătură și executanți).
„Curățirea terenului” a fost numele de cod folosit de regimul antonescian ca echivalent al sintagmei germane „soluția finală”. Ordinul de curățirea terenului, de deportare și de exterminare a evreilor din Basarabia și Bucovina a fost dat de Antonescu din proprie inițiativă și nu sub presiuni germane. Pentru punerea în aplicare a acestei sarcini, el a ales armata și jandarmeria, în special administrația civilă a armatei, pretoratul. Armata a primit „ordine speciale” prin generalul Ilie Șteflea, executorul acestor ordine fiind Marele Pretor al Armatei, Ioan Topor. Șeful Marelui Stat Major al Armatei, generalul Iosif Iacobici, a ordonat comandantului Biroului 2, locotenent-colonelului Alexandru Ionescu, să pună în aplicare un plan „pentru înlăturarea elementului iudaic de pe teritoriul basarabean prin organizarea și acționarea de echipe, care să devanseze trupele române”. Planul a fost pus în aplicare începând cu 9 iulie 1941. Jandarmeria a primit ordinul de curățire a terenului cu trei-patru zile înainte de trecerea Prutului (21 iunie 1941), în trei locuri diferite din Moldova: Roman, Fălticeni și Galați. Comandantul Jandarmeriei, Constantin (Piki) Vasiliu a declarat în fața subofițerilor și ofițerilor de jandarmi la Roman că „prima măsură pe care sunt datori s-o aducă la îndeplinire va fi aceea de curățire a terenului, prin care se înțelege: exterminarea pe loc a tuturor evreilor aflați pe teritoriul rural; închiderea în ghetouri a evreilor de pe teritoriul urban; arestarea tuturor suspecților, a activiștilor de partid, a acelora care au ocupat funcțiuni de răspundere sub autoritatea sovietică și trimiterea lor sub pază la legiune”. Comandantul legiunii de jandarmi Orhei, Constantin Popoiu, a atras atenția jandarmilor săi că „trebuie să-i extermine pe evrei dela pruncul în fașă până la bătrânul neputincios, toți fiind periculoși pentru nația română”.
Ordinele speciale erau date direct de Ion Antonescu armatei, serviciului special de informații și jandarmeriei. Executantul ordinelor speciale, marele pretor, generalul Ioan Topor, era subordonat direct șefului Marelui Cartier General, generalului Șteflea. Jandarmeria în cele două provincii, prin inspectorii generali, colonelul Teodor Meculescu, în Basarabia, și colonelul Ioan Mânecuță, în Bucovina, era subordonată la începutul operațiunii generalului Constantin Vasiliu și mai târziu generalului Topor. „Ordinele speciale” erau considerate „secret de stat” și transmise verbal sau ca documente cu regim secret, ori de câte ori autoritățile militare sau civile nu executau evrei de teama consecințelor, a ilegalității evidente, ori pentru că se îndoiau de existența unor astfel de ordine de lichidare. De exemplu, maiorul Frigan din garnizoana Cetatea Albă nu cunoștea ordinele speciale și a cerut instrucțiuni în scris pentru executarea evreilor. În consecință, pretorul armatei a III-a, colonelul Marcel Petala, s-a deplasat la Cetatea Albă pentru a-i da personal maiorului „ordinul special”. Imediat au fost executați toți cei 3.500 de evrei rămași în ghetou.
Ca urmare a executării ordinelor speciale de curățirea terenului, teritoriul dintre Nistru și Bug devenise un cimitir imens, presărat cu zeci de mii de cadavre despuiate de haine și lăsate să putrezească de-a lungul drumurilor. Apele Bugului, infestate de cadavre, nu mai erau potabile. Indiferența față de sanitație periclita populația locală neevreiască, militarii români și membrii minorității germane din zona Bugului. Bijuteriile, obiectele de valoare, dinții de aur, inelele și verighetele, banii jefuiți dispăreau pe drumul spre vistieria statuluiA.
„Crime asupra populației evreiești locale din Transnistria au fost înfăptuite de plutoane ale morții formate din jandarmi români” în drumul spre zona de relocare din est. Cu participarea activă a jandarmilor, zeci de mii de evrei au fost uciși în Odesa (aproximativ 22.000 de evrei din Odesa au fost arși de vii la Dalnic), Bogdanovca și Akmecetka în 1941 și 1942.
Unul dintre cei mai cruzi criminali de război români a fost colonelul de jandarmi (degradat) Modest Isopescu care, cu colaborarea lui Vasile Mănescu, pretorul raionului Domanevca din Transnistria, a asasinat circa 70 000 de oameni, inclusiv bolnavi, femei, bătrâni, copii,  arși de vii, împușcați, detonați cu grenade aruncate la grămadă, lăsați să moară de frig, inaniție, etc. Au fost arestați în mai 1945 și judecați de Tribunalul Poporului din București care i-a declarat criminali de război și i-a condamnat la moarte,  alături de generalii degradați Nicolae Macici, Constantin Trestioreanu, Corneliu Calotescu (fost guvernator al Bucovinei), colonelul Stere Marinescu (fost șef de cabinet al guvernatorului Bucovinei), Avram Creștinu, Romulus Ambruș - comandantul jandarmeriei din județul Golta, Florin Ghineraru - șeful sectorului de jandarmi în județul Balta din Transnistria, locotenent-colonel  Ștefan Gavăț (jandarm) și alții. Pe 22 mai 1945 li s-a comutat pedeapsa la muncă silnică pe viață. Isopescu a murit în timpul detenției, la penitenciarul Aiud, în 1948.
Mihai Antonescu stabilise acorduri (Abmachungen) privind colaborarea pe teren cu SS-ul, adică cu subunitățile Einsatzgruppe D (unități SS germane însărcinate cu eliminarea evreilor din spatele frontului), și cu alte formațiuni germane. Instructorii germani au redactat rapoarte despre cruzimea, rapacitatea, corupția și ineficiența camarazilor români, care acționau neplanificat, nu înlăturau urmele execuțiilor în masă și comiteau jafuri, violuri sau împușcări pe străzi, nu îngropau cadavrele sau percepeau mită de la evrei. Din schimburile de scrisori, protestele și dispozițiile în această privință, reiese că germanii erau vexați de lipsa de organizare și planificare și nu din cauza omorurilor în sine. Rapoartele trimise de Einsatzgruppe D și de jandarmeria militară germană (Feldgendarmerie) erau pline de informații cu privire la execuții și jafuri și despre modul de acțiune neorganizat al românilor și conchideau că „soluționarea problemei evreiești de către români în regiunea dintre Nistru și Nipru a fost dată pe mâini necorespunzătoare”. În darea de seamă care a rezumat primele cinci rapoarte ale Einsatzgruppe D, trimisă la 30 octombrie 1941 ministrului de externe al Germaniei Ribbentrop, comandantul poliției de securitate și al serviciului de securitate (Chef der Sicherheitspolizei und des SD) relata: „Modul în care românii se comportă cu evreii este complet lipsit de metodă. Nu am avea nimic de reproșat numeroaselor execuții dacă pregătirile tehnice și execuțiile ar fi suficient de corecte. În general, românii lasă cadavrele celor uciși pe locul în care au fost împușcați, fără să le îngroape”.
LA 19 februarie 1942, printr-o acțiune hotărâtă, locotenentul (rz.) Șucu cu un detașament de jandarmi (din Compania 37 Poliție – Inspectoratul de Jandarmi București), elemente de la Gruparea 1 Artilerie Munte și Compania 37 Transmisiuni, distruge Detașamentul de Partizani „Sevastopol”, capturând toți comandanții acelui detașament precum și un număr de 1.000 de partizani și descoperă 3 depozite de muniții și alimente. Pentru activitatea depusă și frumoasele rezultate obținute, toți jandarmii care au luat parte la distrugerea și capturarea partizanilor, au fost citați prin ordin de zi de brigada de vânători de munte care i-a propus și pentru decorare.
Pentru vitejia și curajul dovedit în luptele din Basarabia, la 2 aprilie 1942, coloneii: Bucur Nicolae, Ariton Virgil, Miculescu Vladimir, Cartianu Gheorghe, Schipor Mihail și Popa Ion din Inspectoratul de Jandarmi București au fost decorați cu Medalia „Cruciada Împotriva Comunismului”.
Inspectoratul de Jandarmi Transnistria a capturat 120 de partizani sovietici în zona Vasilievka, Palanca și Mancovna (județul Tulcin) comandați de agentul N.K.V.D. Pecher Israel Naimovici, la 8 noiembrie 1942.
La 23 noiembrie 1942, cade la datorie la Perelesavsky, apărând punctul de comandă al Corpului 5 Armată, căpitanului Tanase Constantin, comandantul Companiei 55 Poliție (Inspectoratul de Jandarmi Alba Iulia). Pentru fapta sa, căpitanului Tănase Constantin, este răsplătită cu gradul de maior „post mortem” și propus pentru a fi decorat cu Ordinul „Mihai Viteazul”.
La 16 decembrie 1942, începe curățirea de partizani a masivului împădurit Baksan, la care ia parte și Compania 37 Poliție (Inspectoratul de Jandarmi București) cu un ofițer, 2 subofițeri și 20 de jandarmi. În această acțiune compania de poliție are pierderi în oameni 2 morți și 2 răniți. În luptele cu partizanii, se disting în mod deosebit sublocotenentul Mateescu Florea, sergentul major Diaconu Gheorghe și fruntașul Zoe Ene, care au fost propuși de Divizia 126 Vânători germană  la decorare, cu „Crucea de Fier”.
În perioada 16-27 februarie 1943, Compania 82 Poliție (Inspectoratul de Jandarmi Galați) după numeroase acțiuni a reușit capturarea a 80 de partizani, în zona Berezowka, printre care și pe comandantul partizanilor din întreaga Transnistriei.
În ziua de 12 aprilie 1943, Compania 39 Poliție (Inspectoratul de Jandarmi Alba Iulia luptă cu 150 de oameni în linia întâi la Tscha – Bon, Moldovan Kaja și Anapa alături de Batalionul 6 Vânători de Munte, înregistrând mari pierderi.
Legea nr.264 din 22 aprilie 1943 pentru organizarea și funcționarea Jandarmeriei a fost cerută de sub-secretarul de stat la ministerul de interne și comandantul Jandarmeriei, generalul  „Piki” Vasiliu, pentru a crea o umbrelă retroactivă de legalitate activității criminale a Jandarmeriei din anii 1941-42.
În data de 12 iunie 1943, în Transnistria se organizează 2 inspectorate de jandarmi Balta și Odessa. Inspectoratul de Jandarmi Transnistria se desființează.
În ziua de 14 septembrie 1943, în zona localității Toply (în mijlocul Crimeei), unde se găsea comandamentul Batalionul 2 Jandarmi operativ, au căzut în luptă cu partizanii sovietici 24 de ostași jandarmi.
La 8 km de Alexandria,în ziua de 22 decembrie 1943, în apropiere de comuna Plosca, au fost capturați de către jandarmi o echipă formată din 3 ofițeri de informații britanici respectiv locotenent-colonelul Chastelain, căpitanul Silviu Mețeanu (român ardelean) și căpitanul Ivor Porter. Acțiunea britanică a purtat numele de cod „Operațiunea Autonomous” și a avut ca obiectiv luarea legăturii cu opoziția politică română în vederea ieșirii țării noastre din război. Misiunea acestor ofițeri britanici a eșuat. Cei 3 agenți au fost duși la sediul Inspectoratului General al Jandarmeriei și cazați la ultimul etaj al acestuia și au rămas în custodia organelor de siguranță până în 1944, când au fost eliberați.
Jandarmeria a înregistrat în Transnistria în perioada 1-17 ianuarie 1944: 34 de morți, 91 de răniți, 1 dispărut și 6 prizonieri.
În perioada 25-30 martie 1944, Inspectoratul de Jandarmi Chișinău evacuează legiunile astfel: Legiunea de Jandarmi Soroca la Legiunea de Jandarmi Prahova; Legiunea de Jandarmi Bălți la Legiunea de Jandarmi Ilfov; Legiunea de Jandarmi Orhei la Legiunea de Jandarmi Vlașca; Legiunea de Jandarmi Hotin la Legiunea de Jandarmi Mehedinți.
La 2 aprilie 1944, generalii Vasiliu și Tobescu asigură întâlnirea conspirativă dintre Chasteloin, șeful misiunii „Autonomus” și I. Maniu cu scopul de a continua negocierile cu partea engleză în vederea scoaterii României din război.
În zilele de 7-9 aprilie 1944, Compania 21 Poliție (Inspectoratul de Jandarmi Galați) de pe lângă Divizia 21 Infanterie primește misiunea să lupte în linia întâi și să reziste până la capăt la est de Ovidiopol. Compania cu toate că înregistrează 3 morți, 1 rănit și 54 de dispăruți rezistă pe poziții și este citată pe întreaga divizie pentru bravura dovedită în luptă.
La 25 mai 1944, jandarmii au capturat în apropierea Craiovei, 2 spioni englezi Ricu Lufi – Lupescu și Ițhak Măcărescu.
În luna iunie 1944, generalul de brigadă Constantin Anton – șeful de Stat Major al Jandarmeriei este convins după numeroase întâlniri și discuții, de către colonelul Dămăceanu (șeful de Stat Major al Comandamentului Militar al Capitalei), să participe la lovitura de stat, din 23 august.

### Jandarmeria la 23 august 1944
În ziua de 23 august 1944, orele 09.30, generalul de brigadă Constantin Anton, a ordonat începerea unui exercițiu de alarmare cu evacuare a Comandamentului Inspectoratului General al Jandarmeriei, fără să-l înștiințeze comandantul Jandarmeriei, generalul de corp de armată Constantin Z. Vasiliu, care a fost arestat. Conform directivelor date de Guvern, s-a trecut la executarea misiunilor în cadrul noii situații operative, cu o contribuție notabilă și în etapa a doua a participării României la cel de-al doilea război mondial, desprinderea României de Axă și trecerea de partea Națiunilor Unite și participarea în continuare la operațiile pentru eliberarea Transilvaniei de Nord-Vest, la operațiile din Ungaria, Cehia și Slovacia, inclusiv lupta cu arma în mână contra elementelor germane răspândite pe întreg teritoriul țării, cu scopul de la le dezarma și a le face inofensive. Numai în București, efectivele de jandarmi acționate au  fost de aproximativ 12.000 de luptători. 
Principalele misiuni ale jandarmilor în acele zile dramatice au fost: 
- să identifice toți ostașii germani, stabilindu-se locurile unde au fost cantonați sau ascunși, forța, armamentul și vehiculele de care dispuneau;
- să interzică circulația pe șosele și drumuri oricărui vehicul sau element german, prin organizarea de bariere, obstacole, curse;
- ostașii germani izolați sau în grupe mici să fie dezarmați;
- să sprijine forțele armatei române în acțiunea de dezarmare a armatei germane;
- să captureze parașutiștii germani care încercau să se salveze din avioanele doborâte de către aviația noastră și cea aliată;
- să identifice și să ia sub pază depozitele de materiale aparținând armatei germane, circuitele telefonice germane;
- să execute razii pentru scotocirea terenului și prinderea ostașilor germani care încercau să fugă;
- să aresteze și să combată partizanii germani din formațiunile hitleriste din Ardeal și Banat;
- să adune manifestele de propagandă germano-legionară lansate din avioane și să le distrugă;
- împreună cu trupele de grăniceri pe frontieră să oprească elementele germano-maghiare care încercau să pătrundă în raioanele și în zonele unde nu s-au concentrat trupe ale armatei de operații;
- să organizeze baraje de poliție de către formațiunile teritoriale, înlocuindu-se pentru moment Jandarmeria operativă a marilor unități.

Posturile de jandarmi din jurul Capitalei integrate în dispozitivele de apărare a unităților militare au constituit pichete de luptă forte, care au creat probleme deosebite trupelor germane.
Cele mai înverșunate lupte s-au dus în comunele Băneasa, Rahova, Militari, bariera Rahova, posturile de jandarmi opunând o dârză rezistență.
În principal, misiunea de luptă a Legiunii de Jandarmi București a constat în menținerea ordinii și liniștii publice, precum și blocarea direcțiilor principale de pătrundere în Capitală prin posturi fixe, mobile, aliniamente de apărare și baraje.
Nu toți jandarmii au fost de acord cu noua orientare politică a țării. Nici chiar noul comandant al Jandarmeriei, generalul Constantin Anton nu a fost sigur de mersul evenimentelor, fugind și adăpostindu-se împreună cu Comandamentul armei la Drăgășani. De aici a emis un ordin, care reflectă bine atmosfera care domnea în instituție în acele zile „nu trebuie să persistăm în mâhnire și să ne lăsăm pradă gândurilor negre ajungând pe calea descurajării (...). Dacă am reușit să ajungem teferi la situația de față, fiți siguri că în curând ne vom reface țara și vom obține o pace onorabilă cu rezultate fericite pentru noi toți. (...) Ca jandarmi suntem stâlpi ai ordinii interne și avem datoria să lăsăm totul deoparte pentru asigurarea liniștea țării și a concetățenilor noștri”.

### Jandarmeria și Comandamentul Sovietic de ocupație
Prezența Armatei sovietice pe teritoriul național a creat diverse probleme jandarmilor. Cu toate că, prin nenumărate ordine, comanda Jandarmeriei cerea jandarmilor din teritoriu o colaborare strânsă cu Comandamentul Sovietic pretinzând că și partea rusă face acest lucru, militarii rușii săvârșeau acte abuzive la adresa locuitorilor și îi împiedicau pe jandarmi să-și execute atribuțiile.
Protestele jandarmilor față de comportamentul militarilor ruși a mers până la Președintele Comisiei Române pentru Aplicarea Convenției de Armistițiu, dar fără rezultate notabile. Din acest motiv, în loc să fraternizeze cu militarii ruși, mulți jandarmi îi ignorau și făceau uneori chiar propagandă contra Armatei sovietice.Este de remarcat cazul serg. maj. Albu Ioan din Legiunea de Jandarmi Ialomița care, în urma cercetărilor, a fost găsit vinovat de agitație împotriva Armatei sovietice, dar nu a fost pedepsit. Mai mult decât atât, au fost solidari în anumite cazuri cu ostașii germani, care se ascundeau pe la diferiți localnici și nu îi predau autorităților sovietice riscându-și, conform art. 500 din Codul Justiției Militare, viața. 

### Jandarmeria între anii 1945-1947
La 6 martie 1945, a fost instalat un guvern sub președinția lui Petru Groza. „Constituirea Guvernului Groza a adus după sine totala subordonare a forțelor de ordine față de comuniști”.. Noua guvernare a demarat o politică de eliminare a cadrelor militare cu vederi monarhiste sau cu convingeri politice diferite de viziunea guvernului.
În a doua parte a anului 1945 și începutul anului 1946, prin legi, decrete guvernamentale și ordine ale Inspectoratului General al Jandarmeriei, cu aprobarea Comisiei Aliate de Control (în baza art. 18 al Convenției de Armistițiu încheiat de România și guvernele Națiunilor Unite la 12 septembrie 1944), s-au redus efectivele inspectoratelor de jandarmi, în proporție de peste 65%.
La data de 16 februarie 1945 au fost arestați, judecați, găsiți vinovați de dezastrul țării, degradați și declarați „criminali de război”, următoarele cadre din Jandarmerie:
- general Tobescu Constantin;
- general Iliescu Mihai, acuzat că a ordonat  asasinate împotriva localnicilor din Transnistria;
- colonel Grosu Victor;
- colonel Popovici Iulian, fost prefect la Odesa și inspector de jandarmi la Balta;
- colonel Sachelarie Vladimir, fost comandant al Legiunii de Jandarmi C.F.R., acuzat de organizarea în 1941 a unui Serviciu secret al Jandarmeriei;
- colonel Niculae Deleanu, a fost comandantul batalionului de jandarmi care a condus represaliile în urma aruncării în aer a Comandamentului Militar Român din Odesa de către partizanii sovietici. A fost judecat postmortem și declarat „criminal de război”; 
- colonel Isopescu Modest, fostul prefect al județului Golta;
- colonel Bucur Nicolae, fost inspector de Jandarmi la Galați, pretor al Armatei a 4-a pe timpul războiului din est și fost prefect al Capitalei în 1944;
- locotenent-colonel Gavăț Ștefan, comandantul Legiunii de Jandarmi Balta din octombrie 1942 până la 1 februarie 1944;
- locotenent-colonel Mircea Ioan, fost comandant al Legiunii de Jandarmi Bacău, de la 1 mai 1941 până în august 1944;
- locotenent-colonel Popovici Cristache, fost comandant al Legiunii a 2-a Internare cu reședința la Vapniarka;
- căpitan Ursuțiu Simio;
- căpitan Buradescu S., ofițer în Lagărul de la Vapniarka;
- locotenent Naum Cristu;
- locotenet Florin Ghineraru, comandantul Legiunii de Jandarmi Bersad (Ucraina);
- pretor căpitan Hațieganu Ian;
- sublocotenent Ghineraru Florian, fost comandant de sector jandarmi în județul Balta;
- sublocotenent Ciacir Dumitru, ofițer în Lagărele Vapniarka și Silvina;
- plutonier Dumitrescu, comandantul Postului de jandarmi Olgopol;
- sergent major Sârbu Mircea, fost jandarm la Postul de jandarmi Olgopol;
- sergent Predoaica Ion;
- caporal T.R. Sârbu Alexandru.
Îndepărtarea din Jandarmerie a elementelor criminale a continuat la 28 martie 1945 când, prin Înaltul Decret nr. 886, pe baza Legii nr. 186/1945, au fost trecuți din oficiu în poziția de rezervă, următoarele cadre din Jandarmerie:

#### A) Generali de brigadă:
- Barozzi Gheorghe;
- Praporgescu Gheorghe;
- Sandu C. Constantin. 

#### B) Colonei:
- Pistoliu A. Dumitru;
- Bucur Ghe. Nicolau;
- Nedelcu T.R. Pavel;
- Andreescu M. Constantin;
- Sârbu I. Ioan;
- Corbu I. Gheorghe;
- Ignat I.;
- Schipor Gh. Mihail;
- Popa C.;
- Barnuțiu Gh. Simion;
- colonel Georgescu P. Richard;
- Mușetescu G. Ioan.
În august 1946 generalul Constantin Anton, comandantul Jandarmeriei a ordonat: „Orice Comandant de unitate sau formațiune de jandarmi, este dator să se prezinte Comandantului unității sau formațiunii Sovietice aflat pe teritoriul respectiv și să-i dea tot concursul pentru împlinirea oricăror nevoi (...)” pentru  „adâncirea și desăvârșirea operei de democratizare a Armatei noastre”.
În noiembrie 1947, Inspectoratul General al Jandarmeriei, Comandamentul Trupelor de Grăniceri și Inspectoratul General de Pompieri au trecut sub ordinele directe ale Secretariatului General pentru Trupe ale Ministerului Afacerilor Interne (primul secretar  al S.G.T. a fost generalul Teclu Iacob), iar în decembrie,  prin ordin al Ministrului Afacerilor Interne Teohari Georgescu, s-au delimitat precis atribuțiunile Jandarmeriei.

### Procesul de desființare a Jandarmeriei
În aprilie 1948, în urma măsurilor de „îmbunătățire” a Armatei și Jandarmeriei luate de Guvernul Republicii Populare Române, prin încadrarea cu personal nou „cu origini sănătoase”, cum ar fi cei 700 de membrii de partid ai Diviziei „Tudor Vladimirescu”, s-a înscris și schimbarea ținutei jandarmilor. În acest fel, o tradiție începută în 1850 a fost sfărâmată  și înlocuită cu una nouă străină și incompatibilă Jandarmeriei – sovietizarea. Semnul de armă pentru Jandarmerie a devenit un scut cu inițialele R.P.R. Pe petlițe, jandarmii aveau aplicate literele „J”. Pe epoleții subofițerilor și trupei se așezau, de-a curmezișul, gradele de culoare maron. Gradele ofițerilor se prezentau prin galoane cu stele, așezate de-a lungul contraepoletului. Stelele erau confecționate din metal argintat pentru ofițerii combatanți și din metal aurit pentru necombatanți. Capela tradițională a Armatei române a fost înlocuită cu boneta sovietică.
În luna octombrie 1948 a fost desființată Școala de Ofițeri de Jandarmi din București care avea o tradiție de 16 ani și înființată, în locul acesteia Școala de Ofițeri M.A.I. cu sediul în comuna Măgurele. Acest lucru s-a produs și datorită faptului că, corpul profesoral al școlii de jandarmi, a fost aproape în întregime anchetat, arestat și condamnat.
Decizia de desființare a Jandarmeriei a avut valențe de răzbunare față de acțiunile ei din trecut la adresa membrilor Partidului Comunist Român, fiind catalogată de către aceștia în diferite ocazii: „câinele de pază a capitaliștilor și moșierilor” sau „instrumente ale moșierilor care jefuiau țăranii”.

## Trupele de Securitate
Prin Decretul nr. 221 din 30 august 1948, în structura organizatorică a Ministerului Afacerilor Interne din 1947 s-a mai adăugat Direcția Generală a Securității Poporului (D.G.S.P., sau pe scurt Securitatea). Comandant al acestei direcții este numit tovarășul Gheorghe Pintilie. 
Gheorghe Pintilie a fost un agent N.K.V.D. de origine ucraineană – cunoscut sub porecla Pantiușa. Numele său adevărat era Pintilie Bodnarenco. A primit direct gradul de general-locotenent. Conducearea superioară a Securității era alcătuită în totalitate din agenți ai serviciciilor de securitate sovietice. 
D.G.S.P. este organizată pe 10 direcții naționale și 13 direcții regionale. Efectivul în cadrul direcțiilor naționale se ridică la 1.148 de oameni. Efectivul în cadrul direcțiilor regionale se ridică la 2.822 de ofițeri. În 1956, numărul lor a crescut la 13.155 de ofițeri și 5.649 de angajați civili. Aceste cifre nu includ și rețelele de informatori. 
Conform Decretului nr. 163/1949 și ordinului nr.10052 din 23 ianuarie 1949 al Secretariatului pentru trupe al M.I. se înființează Trupele de Securitate și, potrivit decretului nr. 25 din 23.01.1949, a fost înființat un nou organism - Miliția Populară, iar Jandarmeria a fost desființată în conformitate cu instrucțiunile Secretariatului General pentru Trupe nr. 12100, formațiunile sale din mediul rural fiind transferate către noua instituție creată Direcția Generală a Miliției.
La numai o lună, prin Decretul nr. 167 au fost înființate Trupele de Securitate prin preluarea de la Jandarmerie a Regimentului de Jandarmi Pedeștri, batalioanele teritoriale, centrele de instrucție și unele subunități logistice.
Unitățile care au intrat în subordinea Comandamentului Trupelor de Securitate (C.T.S.) au fost: Regimentul de Securitate București, Batalionul de Securitate Gărzi Capitală, Batalionul 1 Securitate Giurgiu, Batalionul 2 Securitate Târgul-Ocna, Batalionul 3 Securitate Iași, Batalionul 4 Securitate Drăgășani, Batalionul 5 Securitate Oradea, Batalionul 6 Securitate Orăștie, Batalionul 7 Securitate Florești, Batalionul 8 Securitate Timișoara, Batalionul 9 Securitate Brașov, Batalionul 10 Securitate Dej, Centrul de Instrucție nr. 1 Securitate Arad, Centrul de Instrucție nr. 2 Securitate Brad, Centrul de Instrucție nr. 3 Securitate Botoșani, Centrul de Instrucție nr. 4 Securitate Dorohoi, Centrul de Instrucție nr. 5 Securitate Dumbrăveni, Centrul de Instrucție nr. 6 Securitate Fălticeni, Centrul de Instrucție nr. 7 Securitate Găești, Centrul de Instrucție nr. 8 Securitate Mizil, Centrul de Instrucție nr. 9 Securitate Oradea, Centrul de Instrucție nr. 10 Securitate Odorhei, Centrul de Instrucție nr. 11 Securitate Orăștie, Centrul de Instrucție nr. 12 Securitate Radna, Centrul de Instrucție nr. 13 Securitate Sibiu, Centrul de Instrucție nr. 14 Securitate Satu Mare, Centrul de Instrucție nr. 15 Securitate Tâșnad, Centrul de Instrucție nr. 16 Securitate Tecuci, Centrul de Instrucție nr. 17 Securitate Turnu – Măgurele și Centrul de Dresaj Câini Călinești.
ATRIBUȚIUNILE TRUPELOR DE SECURITATE
- extras din Ordinul M.A.I. nr. 136, strict secret, din 1 iunie 1954.
1/. Trupele de Securitate constituiesc forța armată a Ministerului Afacerilor Interne și sînt destinate pentru executarea misiunilor operative de serviciu și de luptă, în scopul apărării securității Republicii Populare Române.
2/. Misiunile Trupelor de Securitate sunt:
- lupta împotriva spionilor, diversioniștilor, teroriștilor și altor agenți ai statelor imperialiste, care sunt trimiși pe teritoriul țării noastre;
- lupta împotriva bandiților izolați care constituiță în grupuri, din elemente național – burgheze, chiaburești și din alți dușmani de clasă;
- luptă împotriva tulburărilor ordinei publice;
- paza instituțiilor și intreprinderilor de stat, care au o importanță deosebită;
- execută măsurile ordonate de Guvern.
(…)
6/. Trupele de Securitate trebuie să fie totdeauna gata de a intra în acțiune, pentru a executa misiunile încredințate, în scopul lichidării dușmanului.
(…)
10/. Particularitățile condițiunilor, în care Trupele de Securitate își execută activitatea de luptă și de serviciu, sunt:
- Trupele luptă împotriva unui inamic ascuns, care se maschază și folosește diferite metode perfide în activitatea lui subversivă.
- Dușmanul se prezintă sub formă de grupuri puțin numeroase sau ca indivizi izolați, ascunși sub masca locuitorilor pașnici. Acest inamic este foarte mobil, nelegat de teren și are multe posibilități să apară și să dispară în cel mai scurt timp, în diferite puncte de pe teritoriu. Când întâlnește Trupele, de regulă, dușmanul nu primește luptă, ci caută să dispară imediat, folosind terenul; atunci însă, când este încercuit și nu are posibilitatea să iasă din cerc, se împotrivește cu disperare.
- Inamicul poate să aibă complici în mijlocul populației civile, care-l aprovizionează cu hrană, echipament și arme, îl ascund  îl informează despre activitatea Trupelor.
11/. Trupele execută misiunile de luptă pentru lichidarea inamicului, prin:
- cercetarea (căutarea) și:
- capturarea lui.
Dacă inamicul opune rezistență și nu există posibilitatea capturării lui, Trupele îl nimicesc, folosind toată puterea armamentului lor.
12/. Executarea cu succes a misiunilor diferite ce ele revin, impune Trupelor de Securitate și fiecărui militar în parte:
a/. Să aibă o înaltă conștiință politică și devotament pentru cauza Partidului Mincitoresc Român, față de Guvern și de Patrie;
b/. Să fie gata în permanență de a intra în luptă, să aibă o dezvoltată ură de clasă și o voință nestrămutată de a nimici dușmanul prin luptă, necruțându-și nici viața;
c/. Să aibă o vigilență ascuțită și veșnic trează; să fie pătruns de o disciplină de fier și să respecte întocmai jurământul militar, prescripțiunile regulamentelor și instrucțiunilor militare;
d/. Să-și însușească o înaltă măestrie militară; să dovedească inițiativă creatoare, activitatea dinamică și ingeniozitate în acțiuni; să fie capabili să înșele cu dibăcie inamicul;
e/. Să știe a folosi în mod just armamentul lor;
f/. Să aibă o temeinică pregătire fizică și să fie în permanență antrenate, pentru a rezista la toate greutățile și lipsurile impuse de situație.
Ofițerii din Trupele de Securitate sânt obligați a educa și instrui în permanență efectivele, din punct de vedere politic și militar, să știe să organizeze și să conducă cu măestrie acțiunile unităților și subunităților în orice condițiuni.
(…)
Asigurarea politică a acțiunilor de luptă ale Trupelor de Securitate
177/. Asigurarea politică în acțiunile Trupelor de Securitate este condiția de bază pentru obținerea succesului.
Trupele de Securitate bine educate, având formată o înaltă conștiință politică și un adânc devotament față de Patrie și cauza poporului muncitor, pot și trebuie să-și îndeplinească misiunile, cu bune rezultate.
178/. În munca politică de pregătire și sprijin a acțiunilor, locțiitorul politic este primul ajutor al comandantului și răspunde în egală măsură cu acesta de calitatea și rezultatele acestei munci.
El este dator ca în astfel de misiuni să îndrumeze toate forțele politice, pentru o continuă sprijinire pe linie politică a operațiunilor.
(…)
183/. Munca politică în asigurarea acțiunii unui element trebuie să aibă ca rezultat:
- să dezvolte în fiecare militar o înaltă conștiință politică a îndeplinirii datoriei, pentru apărarea Patriei din toate puterile sale;
- să-i mărească ura față de dușmanul Patriei și al poporului muncitor (…)

### Reînființarea Jandarmeriei Române după 41 de ani
Transformarea societății românești, inaugurată prin Revoluția din Decembrie 1989 și reașezarea instituțiilor de stat pe temelii democratice de drept au favorizat în mod decisiv atât remodelarea instituției Jandarmeriei, cât și elaborarea unei concepții noi cu privire la locul și rolul forțelor de ordine internă, la sfârșitul secolului XX și începutul secolului XXI. 
Trupele de Securitate au trecut, pentru puțin timp, în subordinea Ministerului de Interne sub denumirea de Trupe de Pază și Ordine (T.P.O.). În conformitate cu H.G. nr. 0749 din 05.07.1990, H.G. nr. 01000 din 04.09.1990 a legii nr. 40 din 18.12.1990 cu rectificările din 20.12.1990, privind reorganizarea Ministerului de Interne, potrivit principiilor și normelor adoptate de Parlament, s-au stabilit structura și atribuțiile Jandarmeriei Române. 
Guvernul Consiliului Frontului Salvării Naționale ( CFSN) a conclus că un corp de vigilență și pază cu numele de „Trupele de Securitate” este compromis, deci a revenit la vechiul nume, „Comandamentul Trupelor de Jandarmi”, prin Hotărârea de Guvern nr.0749 din 5 iulie 1990: „cu privire la creșterea capacității de acțiune și îmbunătățirea structurii organizatorice a Ministerului de Interne, Comandamentul trupelor de Pază și Ordine s-a transformat în Comandamentul Trupelor de Jandarmi”, hotărâre legiferată prin Legea nr.40 din 18 decembrie 1990, privind structura și atribuțiile trupelor de jandarmi, instruite pentru a veghea la executarea legilor dar - ca urmare a unei mentalități remanente din comunism a liderilor din 1990 - Jandarmeria urma să supravegheze și să informeze organele superioare asupra stării de fapt în situații în care se amenință siguranța și ordinea publică în caz de tulburări interne pentru intervenția în scopul restabilirii ei.
Conform presei (Cotidianul.ro: „Șefii Jandarmeriei Române sunt foști ofițeri de Securitate!”
publicat în ediția din 24 ianuarie, ș.a.), mulți ani după Revoluția din 1989 ofițeri formați în cadrul „Trupelor de Securitate” au ajuns la comanda Jandarmeriei.
Un pas decisiv în direcția democratizării acestei instituții a fost Legea nr.116 din 18 iunie 1998 privind organizarea și funcționarea Jandarmeriei Române, lege care a facilitat ulterior acceptarea României în familia statelor democratice din U.E. și acceptarea Jandarmeriei Române ca membru cu drepturi depline în Asociațiile Polițiilor și Jandarmeriilor Europene și Mediteraneene cu statut militar.
„Legea 550/2004 privind organizarea și functionarea Jandarmeriei Romane” definitivează democratizarea Jandarmeriei, ca o instituție de stat care activează exclusiv în cadrul și în numele legii, pentru ocrotirea populației.
Dovezi ale recunoașterii Jandarmeriei Române au fost misiunile îndeplinite peste hotare, sub egida O.N.U. (în spațiul ex-Iugoslav).

## Lista comandanților
Comandanții Jandarmeriei Rurale de la fondarea acesteia în anul 1893.

### Perioada 1893-1949

#### Comandanți
| - Mihail Rasty (1 septembrie 1893–1 aprilie 1896) - Ioan Manoliu (1 aprilie 1896–10 februarie 1898) - Sache Poroineanu (10 februarie 1898–2 aprilie 1899) - Nicolae Alexandrescu (2 aprilie 1899–1 aprilie 1901) - Gheorghe Mirinescu (1 aprilie 1901–1 aprilie 1908) - Anton Berlescu (1 aprilie 1908–20 iunie 1913) - Cesianu P. (20 iunie 1913-1 septembrie 1913) - Anton Berlescu (1 septembrie 1913–25 august 1916) - Mustață Alexandru (25 august 1916–20 noiembrie 1916) - a comandat Jandarmeria rămasă sub ocupație - Cesianu P. (20 noiembrie 1916-1 decembrie 1916) - a comandat Jandarmeria din interior retrasă în Moldova - Kastriș ? (1 decembrie 1916-1 ianuarie 1917) - a comandat Jandarmeria din interior retrasă în Moldova - Anton Berlescu (1 ianuarie 1917–1 iunie 1917) - revenit de la Marele Cartier General - Constantin Sterea (1 iunie 1917–27 mai 1918) - Ludovic Mircescu (27 mai 1918–08 ianuarie 1919) - Ștefan Ștefănescu (8 ianuarie 1919–5 august 1920, 9 februarie 1922–1 aprilie 1927) | - Mihail Racoviță (5 august 1920–9 februarie 1922) - Ioan Vlădescu (1 mai 1927-1 iunie 1927) - a sosit la comanda Jandarmeriei de la Divizia a 9-a Infanterie - Grigore Cornicioiu (1 iunie 1927-6 iunie 1927) - Cleante Davidoglu (6 iunie 1927–16 noiembrie 1928) - Gheorghe Constantinescu (16 noiembrie 1928–16 octombrie 1929) - Constantin Stavăr (16 octombrie 1929–1 aprilie 1930) - Eracle Nicoleanu (1 aprilie 1930–12 mai 1931) - Constantin N. Dimitrescu (12 mai 1931–15 februarie 1934) - Barbu Pârăianu (15 februarie 1934–16 ianuarie 1938) - Ioan Bengliu (16 ianuarie 1938–20 iulie 1940) - asasinat de legionari în Masacrul de la Jilava - Ioan Topor (24 iulie 1940-19 septembrie 1940) - degradat și condamnat pentru crime de război. Mort în detenție. - Constantin Z. Vasiliu (19 septembrie 1940–23 august 1944) - criminal de război, executat la Jilava. - Constantin Anton (23 august 1944–1 octombrie 1947) - data eliberării din funcție este incertă - Ioan Alistar (1 octombrie 1947–23 ianuarie 1949) - după eliberarea din funcție a fost numit inspector al Inspectoratului General al Pompierilor |

#### Lista șefilor de Stat Major ai Jandarmeriei între 1901-1949
| - Ciocazan D. (1 aprilie 1901– ?) - Cesianu P. (1 aprilie 1910–20 iunie 1913, 1 septembrie 1913-13 iulie 1917) - Constantin Stavăr (13 iulie 1917–1 august 1918) - Nicolae Rădescu (1 august 1918–7 iunie 1919)- sosit în Jandarmerie de la Divizia a 2-a Cavalerie - Gheorghe Argeșeanu (7 iunie 1919–8 octombrie 1920)- după eliberarea din funcție a fost numit atașat militar al României în Japonia - Brătescu Gheorghe (8 octombrie 1920–1 aprilie 1921) - Bendescu Constantin (1 aprilie 1921–1 aprilie 1922) - Micioara Paul (1 aprilie 1922–15 martie 1926) - după eliberarea din funcție a fost numit comandant al Brigăzii a 4-a Artilerie - Gabrielescu Emil (15 martie 1926–1 iunie 1927) - Crassu Grigore (6 iunie 1927–20 martie 1929) - Diaconescu Nicolae (20 martie 1929–1 octombrie 1930)- după eliberarea din funcție a fost numit comandant al Diviziei 21 Infanterie - Constantin N. Dimitrescu (1 octombrie 1930–12 mai 1931)- sosit în Jandarmerie de la Centrul de recrutare Constanța | - Anibal Panaitescu (12 mai 1931–12 iunie 1931)- a fost numit provizoriu în funcție - Agricola Filip (12 iunie 1931–16 februarie 1934)- sosit în Jandarmerie de la Divizia 16 Infanterie - Popescu Constantin (16 februarie 1934–19 februarie 1934)- a fost numit provizoriu în funcție - Zamfir Găeșu (19 februarie 1934–27 ianuarie 1938) - Emil Paraschivescu (27 ianuarie 1938–18 iulie 1940)- după eliberarea din funcție a fost numit șef de Stat Major al Comandamentului forțelor de apărare interioară a teritoriului - Constantin Anton (18 iulie 1940–23 august 1944) - David Aurelian (23 august 1944–?1946) - Merlescu Emil (?1947–1 octombrie 1947) - Baron Mihail (1 octombrie 1947-1 ianuarie 1948) - Marincu Ioan (1 ianuarie 1948-1 ianuarie 1949) - Șușekescu Ioan (1 ianuarie 1949-23 ianuarie 1949) |

### Comandanți ai Trupelor de Securitate (1949–1989)
- Drăgănescu Victor, (1949–1950) general-maior. Comandantul Trupelor MAI.
- Ieremia Popescu (1949–1953), general-maior. Între 1 noiembrie 1952–15 iunie 1954, comandantul Direcției Trupelor Operative și de Pază din MAI. A înăbușit în sânge revoltele țărănești anticomuniste din anii respectivi. Comandant secund politic al Trupelor de Securitate era colonel Bulan Iacob, iar șeful de Stat Major al Trupelor de Securitate a fost locotenent-colonelul Ioan Șușulescu. În 18 septembrie 1952, se înființează Ministerul Securități Statului, care funcționează doar câteva luni.
- Stelian Staicu (1953–1958), general-maior. La data de 1 noiembrie 1952 Comandamentul Trupelor de Securitate se desființează și se înființează Direcția Pază și Ordine.
- Ioan Șerb (1958–1960), general-maior, comandantul Direcției Trupelor de Grăniceri și Securitate. Din 20 februarie 1960, Trupele de Grăniceri au intrat în componența Ministerului Forțelor Armate.
- Constantinescu Dumitru, (1961–1967) general-maior,comandantul Trupelor MAI. La 1 noiembrie 1967 MAI se divizează în două, creându-se Comandamentul Securității Statului. MAI rămâne cu Comandamentul Trupelor de Pază, iar în compunerea CSS intră Comandamentul Trupelor de Securitate.
- Gheorghe Briceag (1968–1969), colonel, comandantul Trupelor de Pază a MAI.
- Jean Moldoveanu (1969–1971), general-maior, comandantul Trupelor de Pază.
- Marinescu Paul, (1967–1969) general-maior, comandantul Trupelor de Securitate.
- Gheorghe Briceag (1969–1971), general-maior, comandantul Trupelor de Securitate.
- Jean Moldoveanu (1971–1972), general-maior, comandantul Trupelor de Securitate. În 1971, au loc noi reorganizări în MAI. Astfel, se unifică MAI cu CSS, rămânând numai Ministerul de Interne (MI), în cadrul căruia se afla și Comandamentul Trupelor de Securitate.
- Marinescu Paul, (1972–1973) general-maior.
- Briceag Paul, (1973–1975) general-maior, împuternicit comandantul al Trupelor de Securitate.
- Luigi Martiș (1975–1984), general-maior.
- Grigorie Ghiță (1984- decembrie 1989), general-maior, comandantul Trupelor de Securitate.

### Comandanți ai Jandarmeriei după Revoluția din 1989
- Grigorie Ghiță (decembrie 1989–februarie 1990), general-maior, comandantul trupelor de infanterie.
- Grigorie Ghiță (februarie 1990–26 martie 1990), general-maior, comandantul trupelor de infanterie Moto.
- Dumitru Penciuc  (26 martie 1990–25 aprilie 1990), general-maior, comandantul trupelor de apărare teritorială.
- Ion Bunoaică (25 aprilie 1990–5 iunie 1990), locotenent-colonel, comandantul trupelor de Pază și ordine.
- Ion Bunoaică (5 iunie 1990–1995), colonel, comandantul Trupelor de jandarmi.
- Octavian Chițu (1995–1996), general de brigadă, comandantul trupelor de jandarmi.
- Stan Stângaciu (1996–1998), general de brigadă, comandantul trupelor de jandarmi.
- Stan Stângaciu (1998–ianuarie 1999), general de brigadă, comandantul Jandarmeriei Române.
- Anghel Andreescu (1999–2001)
- Tudor Cearapin (2001–2005)
- Costică Silion (2005–2009)
- Olimpiodor Antonescu (2009–2010)
- Costel Gavrilă (2010–2012)
- Gavrilă Pop (10 mai 2012–Octombrie 2012)
- Mircea Olaru (Octombrie 2012–5 februarie 2016), general maior Dr., fost inspector șef al Inspectoratului de Jandarmi Județean Galați.[76].
- Marin Andreiana (5 februarie 2016–15 august 2017)
- Gheorghe Cucoș (15 august 2017–15 august 2018)
- Ionuț-Cătălin Sindile (15 august 2018–august 2019), colonel, fost prim adjunct al inspectorului general și șef al Statului Major.
- Bogdan Enescu

## Grade militare
Deoarece jandarmeria este un corp militar, are aceleași grade ca forțele terestre.

### Ofițeri
|  |         |                    |               |                    |         |                    |  |       |         |            |               |
|  | General | General-locotenent | General-maior | General de brigadă | Colonel | Locotenent-colonel |  | Maior | Căpitan | Locotenent | Sublocotenent |

### Subofițeri
|                        |                        |                        |                        |                        |                        |                    |                    |                 |                 |           |           |           |               |               |               |         |         |         |         |         |         |         |         |         |         |         |
| Plutonier adjutant șef | Plutonier adjutant șef | Plutonier adjutant șef | Plutonier adjutant șef | Plutonier adjutant șef | Plutonier adjutant șef | Plutonier adjutant | Plutonier adjutant | Plutonier-major | Plutonier-major | Plutonier | Plutonier | Plutonier | Sergent-major | Sergent-major | Sergent-major | Sergent | Sergent | Sergent | Sergent | Sergent | Sergent | Caporal | Caporal | Fruntaș | Fruntaș | Jandarm |

## Galerie

Generalul de brigadă Mihail Rasty (1893 - 1896).
Ioan Manoliu (1896-1898).
Sache Poroineanu (1898-1899).
Nicolae Alexandrescu (1899-1901).
Gheorghe Mirinescu (1901-1908).
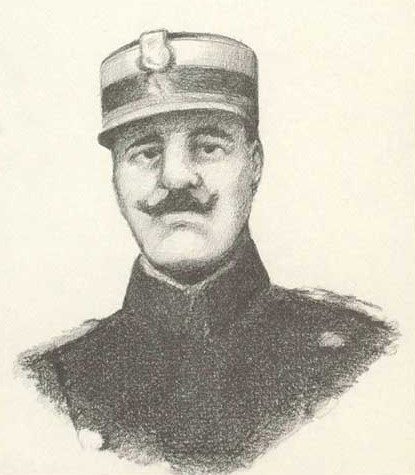
Generalul de brigadă Anton Berlescu (1908-1917).
Generalul de brigadă Constantin Sterea (1918-1919).
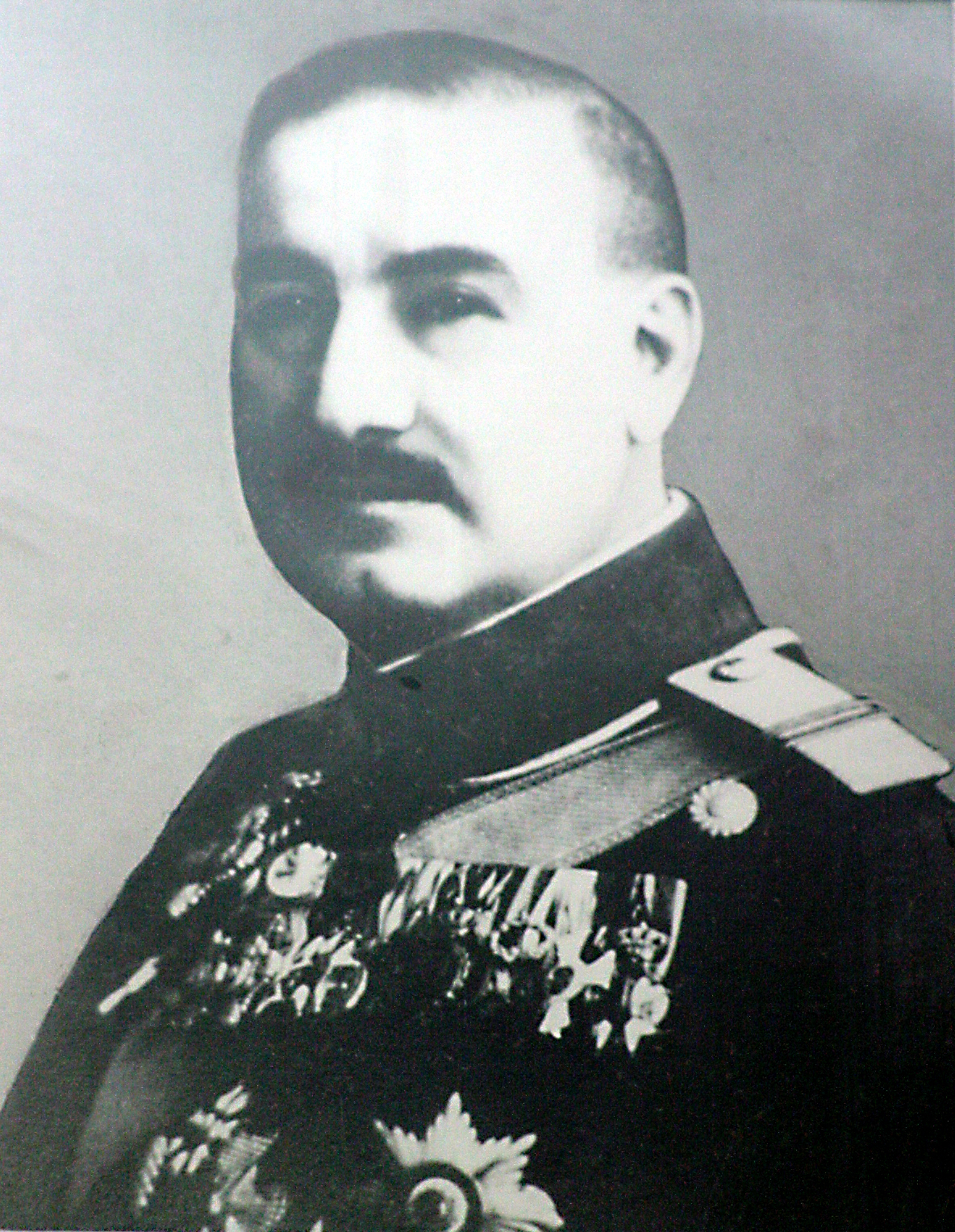
Generalul de brigadă Ludovic Mircescu (1918-1919).
Generalul Mihail Racoviță-Cehanu (1920-1922).
Generalul de brigadă Ioan Vlădescu (1927).
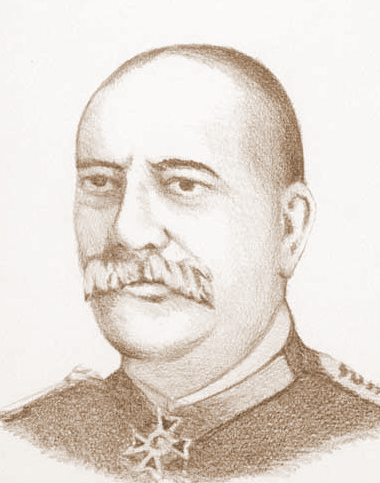
Generalul de brigadă Cleante Davidoglu (1927-1928)
Generalul Eracle Nicoleanu (1930-1931).
Generalul de brigadă Barbu Părăianu (1934-1938).
Generalul Ioan Bengliu (1938-1940). Asasinat de legionari la Jilava - 1940
Ioan Topor (1940) degradat și condamnat pentru crime de război. Mort în detenție.
Generalul Constantin Anton (1944-1946).
Generalul de brigadă Ioan Alistar (1946-1949).
Generalul de divizie dr. Stan Stângaciu (1996-1999).
General de corp de armată, prof. dr. Tudor Cearapin (2001-2005).
Generalul (****) dr. Costică Silion (2005-2009).